# Mirtha Legrand
Rosa María Juana Martínez (Villa Cañás, Santa Fe, 23 de febrero de 1927), conocida por su seudónimo de Mirtha Legrand, es una actriz, presentadora de televisión y filántropa argentina. Conocida por su personalidad enérgica, es una primera figura del espectáculo en Argentina desde hace más de ochenta años. Recibió 27 premios Martin Fierro a lo largo de su vida, un récord solamente superado por Susana Giménez. Es uno de los grandes hitos femeninos de la historia del cine y la televisión argentinos.
Nació en Villa Cañás, Santa Fe, en el seno de una familia de clase media —su padre era comerciante y su madre docente—. Huérfana de padre a los nueve años, su madre la animó a estudiar distintas disciplinas en variados institutos de enseñanza escénica, tanto de su provincia como de Buenos Aires, donde se radicó definitivamente en 1939. Bajo el seudónimo de Rosita Luque, debutó en cine junto a su hermana gemela Silvia como extra en una película de Niní Marshall, Hay que educar a Niní (1940), y ya bajo el apelativo de Mirtha Legrand, tuvo un protagónico estelar a los 14 años en Los martes, orquídeas, que se volvió un éxito. A partir de entonces, encabezó comedias blancas como El viaje, Adolescencia, El retrato y La pequeña señora de Pérez, por la cual recibió el premio a la mejor actriz de 1944 de la Academia de Artes y Ciencias Cinematográficas de la Argentina. En compañía de su hermana, intervino en Claro de luna y Soñar no cuesta nada, dos películas exitosas dirigidas por Luis César Amadori y producidas por Argentina Sono Film.
Desde muy joven integró la denominada Época de Oro del cine argentino y se convirtió en un emblema de las comedias blancas. En 1945, mientras filmaba una comedia, Cinco besos, conoció al director francoargentino Daniel Tinayre, que se convirtió pronto en el nuevo guía de su carrera y con quien se casó al año siguiente. Tinayre modificó su aspecto en Pasaporte a Río, donde la transformó en una especie de Michèle Morgan, y le exigió un crecimiento como actriz. Obtuvo un gran éxito con La vendedora de fantasías y La de los ojos color del tiempo, por la cual obtuvo el premio a la mejor actriz, y un gran fracaso con la superproducción Tren internacional. A lo largo de su carrera cinematográfica, fue dirigida por realizadores como Luis César Amadori, Luis Saslavsky, Ernesto Arancibia y Lucas Demare. En 1952, filmó una versión en color de Doña Francisquita en España y del resto de sus trabajos, destacan En la ardiente oscuridad, por el cual recibió el premio a la mejor actriz de 1959, La patota, un filme de avanzada por su realismo, y La cigarra no es un bicho, que fue un éxito popular, todas dirigidas por su esposo Tinayre. Volvió a filmar con su hermana Silvia una superproducción que no tuvo repercusión, Bajo un mismo rostro, un thriller policial donde interpretó a una prostituta. Se retiró del cine en 1965, dirigida por Fernando Ayala en Con gusto a rabia.
Debutó en televisión casi desde los comienzos del medio, inicialmente en ciclos como M ama a M, con Mariano Mores. En la década de 1960, protagonizó Carola y Carolina al lado de su hermana y el ciclo fracasó por su elevado costo. En 1968, inició su programa televisivo Almorzando con las estrellas, transmitido por Canal 9. Rápidamente, se convirtió en un éxito al incorporar la temática desconocida hasta ese momento de almorzar en vivo mientras se entrevistaba a figuras del espectáculo, el deporte y la política. Poco después, el ciclo fue renombrado a Almorzando con Mirtha Legrand debido al protagonismo que adquirió la presentadora. El programa dejó de emitirse ocasionalmente entre 1974 y 1976, entre 1981 y 1987, en 1999 y 2000, en 2002, y entre 2011 y 2012. En 2012, protagonizó La dueña, que significó su retorno a la actuación televisiva después de 46 años.
Continúa en actividad a pesar de su avanzada edad y es considerada una «leyenda» de la televisión y el cine de su país, aunque también hizo teatro, participando entre otras obras de La luna es azul, Divorciémonos, El proceso de Mary Duggan y 40 kilates, que fue su mayor éxito. Obtuvo múltiples reconocimientos a lo largo de su vida, entre ellos el premio Domingo Faustino Sarmiento en el Senado de la Nación Argentina en 2007, la designación de ciudadana ilustre de la Ciudad de Buenos Aires y la distinción como doctora honoris causa de la Universidad de Buenos Aires por su contribución al cine argentino en 2024. Recibió además el premio Martín Fierro de Oro en 1993, mientras que en 2009, se convirtió en la primera persona en obtener el de Platino y en 2017, el de Brillantes. Su hermano fue el director de cine José Martínez Suárez y su hija es la presentadora de televisión Marcela Tinayre.

## Biografía

### 1927-1939: primeros años

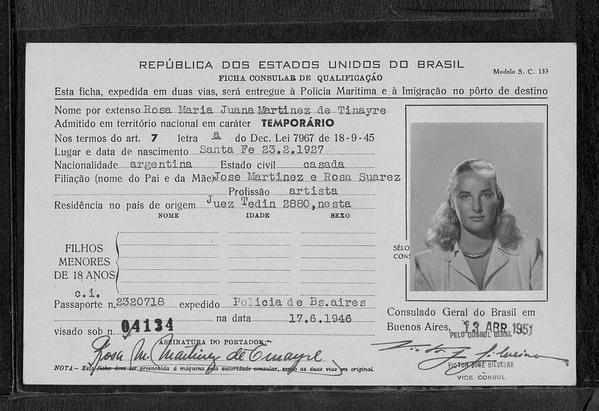
Documento del Consulado de Brasil donde constan los datos personales de Legrand, entre ellos su lugar y fecha de nacimiento, esta última tema de debate entre el público durante muchos años

Mirtha Legrand nació como Rosa María Juana Martínez —tal su verdadero nombre— el 23 de febrero de 1927 en una vivienda de la calle General López 576 de Villa Cañás, provincia de Santa Fe, producto de la unión de José Martínez Fernández (1900-1937), un comerciante andaluz, y Rosa Suárez García (1895-1967), una maestra argentina con ascendencia española y brasileña. Se tiene registro de que su padre vino a la Argentina proveniente de Almería cuando tenía tres años, a la inversa de su esposa, que nació en Coronel Dorrego, provincia de Buenos Aires y migró hacia Santander a la misma edad. El abuelo materno de Legrand, Antonio Suárez, era acopiador de cereales. En el mismo parto domiciliario en el que nació Legrand, también lo hizo su hermana gemela Silvia, cuyo nombre real era María Aurelia Paula. Su hermano mayor, el director de cine José Martínez Suárez, había nacido el 2 de octubre de 1925. En sus infancias, Rosa María recibió el apodo de «Chiquita» por ser la más pequeña y María Aurelia el de «Gordi» por su contextura más robusta —luego sería modificado a «Goldie»—.
Las hermanas realizaron sus estudios primarios en la Escuela Fiscal n.º 178 de Santa Fe, donde su madre ejercía como docente, y durante su niñez estuvieron acompañadas por sus niñeras Elena y Bruna Ambrossi. Su hermana Silvia recordó en un testimonio al escritor Néstor Montenegro: «Chiquita siempre le pedía a Bruna, cuando la peinaba: "Bruna, haceme el moño más grande a mí". Era muy coqueta, siempre quería lucir bien. Mamá nos vestía a las dos iguales, éramos un dibujito». Cuando asistió a la escuela primaria la identificaron con un apodo que odiaba: «Martineta», como deformación de su apellido Martínez. La familia tuvo un pasar próspero, ya que su padre tenía un negocio de ramos generales. Un billete de lotería selló el destino de José Martínez y su familia, ya que cuando todavía las mellizas eran pequeñas, ganó el primer premio de una jugada de lotería. Para 1934, la familia se trasladó a Rosario, donde los hermanos continuaron sus estudios en el Colegio María Auxiliadora, pero como su padre continuó conservando su comercio en Villa Cañás, recorría 200 km. en caminos de tierra todos los fines de semana para visitarlos. En Rosario, las hermanas tomaron cursos infantiles de actuación en el Teatro Municipal y estudiaron canto, recitado, piano, declamación, folclore, zapateo americano, danzas clásicas y danzas españolas, disciplinas muy practicadas en esa época. También estudiaron arte dramático en la Universidad Popular de Rosario, dirigida por Ernesto de Larrechea. En el pueblo, eran muy distinguidas, no solo por su característica de gemelas sino por su particular belleza: desde pequeñas, se pintaban los labios, se coloreaban las mejillas y se vestían con ropa de terciopelo de colores. Durante su tiempo libre, las hermanas solían tomar paseos alrededor de la plaza 9 de Julio, concurrir al cine Dante, jugar con las muñecas Marilú y frecuentar una laguna cercana. La familia de Legrand pertenecía a la clase media ilustrada y su padre solía traer libros desde Buenos Aires, los cuales eran aprovechados particularmente por José, el hermano mayor. La familia Martínez estuvo presente en la inauguración del Obelisco en 1936.
El 19 de enero de 1937, su padre murió inesperadamente luego de una operación de úlcera de duodeno realizada en el Hospital Otamendi Miroli de Buenos Aires, durante la cual fue víctima de una mala praxis por el médico Enrique Jáuregui, encargado de llevar adelante el procedimiento. Poco luego de un mes, su viuda fue a verlo a su consultorio con sus tres hijos y le dijo: «doctor Jáuregui, vengo a presentarle los tres huérfanos que usted acaba de hacer». Tras la temprana muerte de su padre a los 36 años, en 1939, su madre —afectada por el derrumbe económico que significó la muerte de su marido— tramitó una pensión por viudez y decidió radicarse de forma definitiva en el barrio porteño de La Paternal, donde las hermanas continuaron con su educación en la Escuela Provincia de Mendoza y desarrollaron sus dotes artísticas en diversas entidades de enseñanza actoral como el Instituto PAADI, la Academia Gaeta —donde estudiaron danzas españolas y conocieron a la joven Lolita Torres— y el Conservatorio Nacional de Arte Escénico. Paralelamente, durante los carnavales de 1939 que se celebraron en la Avenida de Mayo, las hermanas Legrand participaron de un concurso de disfraces; ese año lo ganó Rosa María y al año siguiente, María Aurelia, ambas con un disfraz de lagarteranas confeccionado por su madre. Se la coronó como la «Reina del corso» y al evento asistió el entonces presidente Roberto Marcelino Ortiz, que fue el encargado de premiarla. Su hermano José Martínez Suárez describió en una biografía los festejos: «Los carnavales eran un acontecimiento nacional en Buenos Aires, venía gente de todas partes [...] Yo creo que se reunía medio millón de personas en avenida de Mayo. Carrozas, serpentina, papel picado, números, tablado [...] En uno de esos carnavales, mamá les hizo un disfraz de lagarteranas muy bonito a mis hermanas. El primer año lo ganó "Chiquita" y el segundo, "Goldi"».

### 1939-1941:Los martes, orquídeas

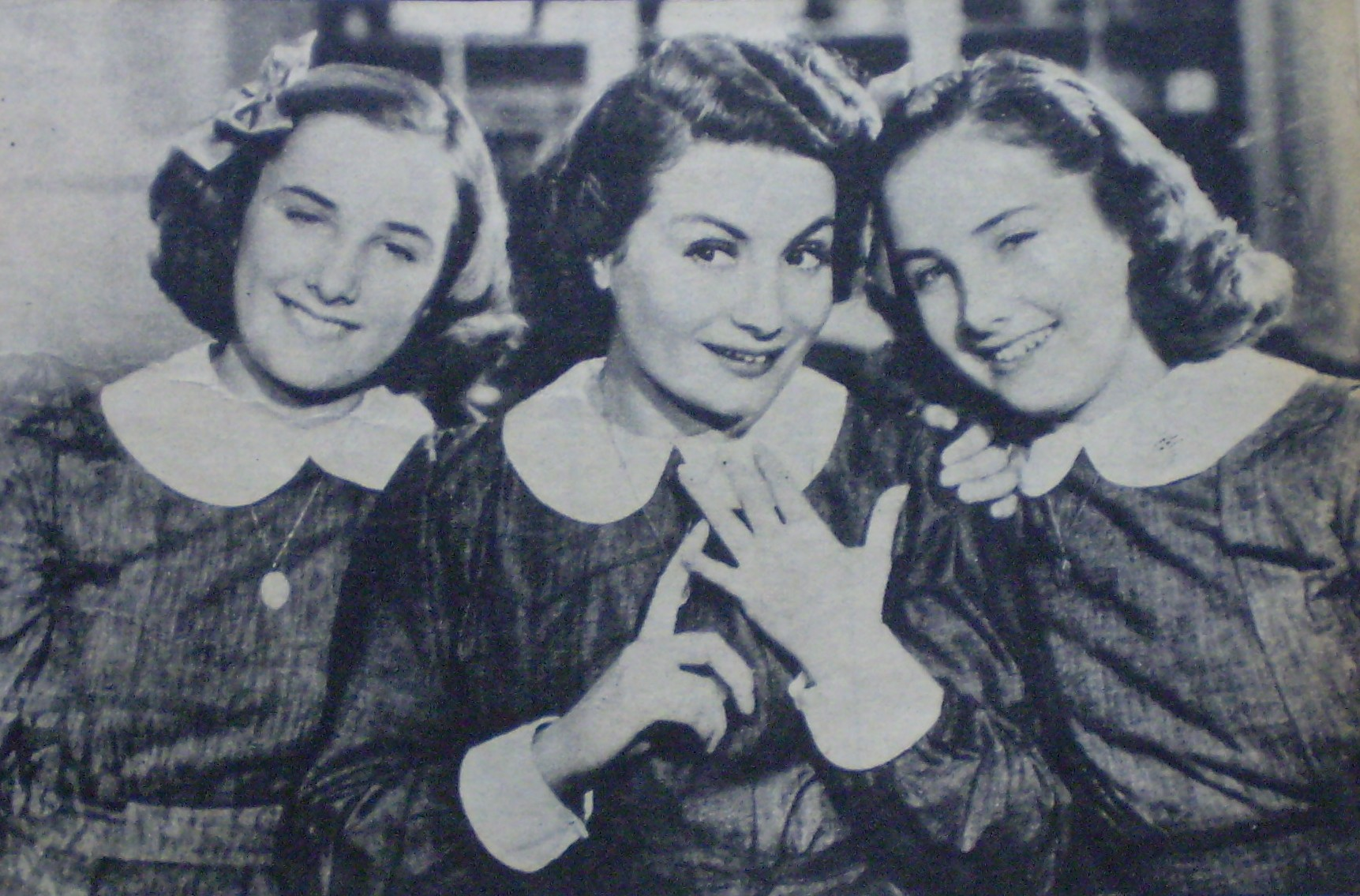
Mirtha Legrand, Niní Marshall y Silvia Legrand en Hay que educar a Niní (1940), su primera película como extras

La familia comenzó a atravesar algunos problemas económicos y su madre decidió escribirle a Chas de Cruz, que conducía un programa radial que buscaba nuevos talentos, para mandarle fotos de sus hijas. En 1940, el director Luis César Amadori —que las había conocido en el corso de 1939— les ofreció a las hermanas el papel de extras con un breve parlamento en el filme cómico Hay que educar a Niní, protagonizado por Niní Marshall. Un año después, ambas participaron en Novios para las muchachas, una comedia para jóvenes dirigida por Antonio Momplet y adaptada de la obra Las de Caín. Su compañera de rodaje Silvana Roth rememoró: «El rodaje fue divertido. Nosotras nos hallábamos en la época de aprendizaje y la verdad que mirar a aquellos característicos como Serrano, Felisa Mary, Ana Arneodo y Juan Mangiante, observar de qué modo se movían delante de la cámara, era una verdadera lección. Por supuesto, nadie sabía que esa película iba a resultar tremendo éxito. Mirtha tenía pocos puntos de contacto con el personaje. No era ninguna ingenua y ya resultaba altamente competitiva». Legrand, según manifestó en una entrevista a Radiolandia en 1980, también compartió elenco en sus comienzos actorales con la actriz María Eva Duarte —posteriormente primera dama Eva Perón—: «Eva tenía un pequeño papel y se olvidaba la letra. Tenía la piel tersa, de color aceituna, pelo negro y unos tobillos muy feos».

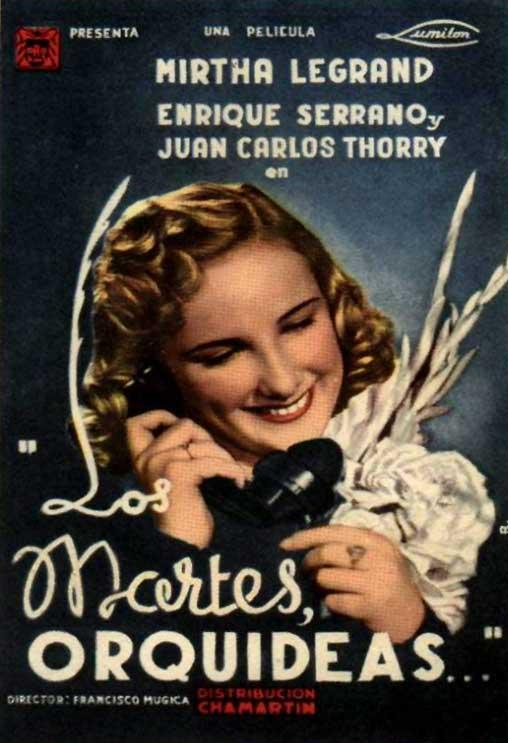
Afiche publicitario de Legrand en Los martes, orquídeas (1941)

Los estudios Lumiton se hallaban en búsqueda de una niña para el papel de Elenita en Los martes, orquídeas, y habían pensado en la actriz Delia Garcés, pero la consideraban un poco mayor para el personaje. Un ayudante de dirección, Gonzalo Palomero, vio la foto de Legrand en el concurso de carnaval en el diario Crítica y la citó a una prueba. Los martes, orquídeas de Francisco Mugica relataba la historia de una joven tímida llamada Elena a la que su padre le envíaba semanalmente un ramo de orquídeas haciéndole creer que eran de un admirador oculto para intentar cambiar su carácter y crearle una ilusión. La trama indicaba que Legrand, de entonces 14 años, debía besar a Juan Carlos Thorry, 19 años mayor en la vida real; sobre esa escena, la actriz comentó luego que ahí aprendió «cómo era eso» en alusión a que fue su primer beso. La presentación del filme fue en el cine Broadway el 4 de junio de 1941 y Legrand, ya adulta, recordó: «¡Llegué al cine en tranvía y me fui en un Cadillac! No sé de quién era, pero me acompañaron mi madre y mis hermanos». Fue elegida como la mejor película del año por la recién creada Academia de Artes y Ciencias Cinematográficas de la Argentina, que también le otorgó una mención especial a Legrand. La Revista de las Indias publicó que «es una de las películas en español que más éxito ha tenido en esta ciudad». El historiador Félix Luna recogió en uno de sus libros una crónica de Radiolandia de junio de 1941 donde se decía en referencia a Legrand que «como mejor saldo de la cinta, queda la revelación de una artista que ha de ganar, rápidamente, puesto de primerísima fila entre las expresiones más simpáticas y exitosas del séptimo arte criollo... Gana con ella nuestro cine, a su mejor "ingenua". Ojalá se la guíe con prudencia en sus futuras películas. De ser así, Mirtha es una estrella a brevísimo plazo».

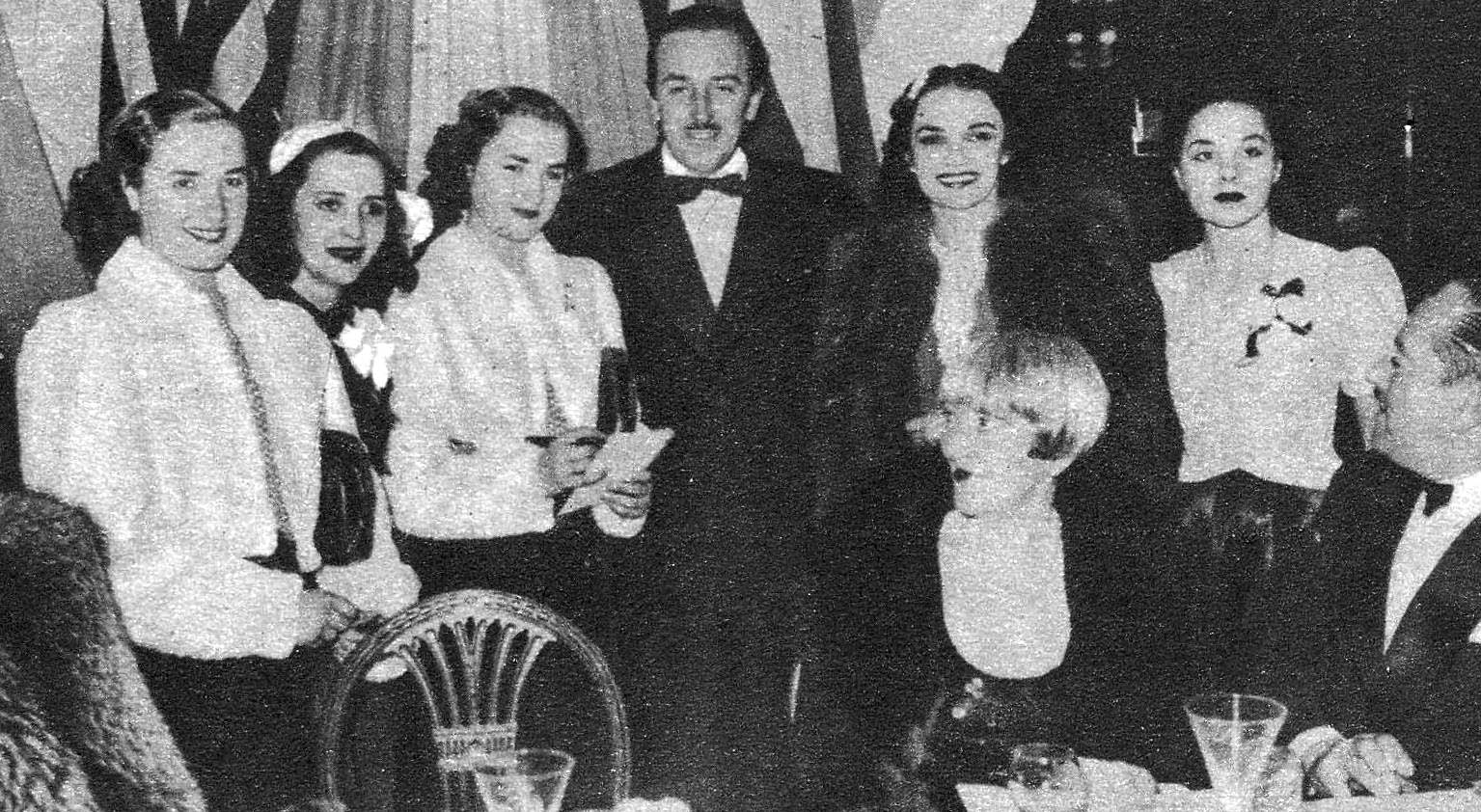
Mirtha Legrand junto a otras actrices de la época como Aída Alberti, su hermana Silvia Legrand, Blackie y Elisa Christian Galvé en un banquete ofrecido a Walt Disney con ocasión de su visita a la Argentina, 1941

Al acrecentarse su popularidad, su madre contrató al representante Ricardo Cerebello, a quien había acudido para que guiara la carrera artística de las gemelas. Si bien Rosa María había utilizado inicialmente el sobrenombre de Rosita Luque, Cerebello eligió posteriormente el seudónimo de Mirtha Legrand para ella y el de Silvia Legrand para María Aurelia Paula. Al comienzo, como la secretaria de Cerebello se llamaba Rosa Luque Legrand, este decidió poner a cada una de las gemelas uno de los apellidos de su asistenta. Al regresar a su casa, la madre y las hermanas se plantearon la idea de ser gemelas y no tener el mismo apellido, lo que su padre no hubiera aceptado si viviera, por lo que, al día siguiente, se dirigieron a las oficinas de Cerebello y le pidieron el cambio de nombre, eligieron ambas llamarse Legrand y Cerebello cambió su nombre de pila por Mirtha. Silvia fue contratada para actuar en La casa de los cuervos y la situación económica de la familia comenzó a mejorar con el trabajo de las hermanas, que incluso adquirieron un automóvil para ir al estudio.

### 1941-1945: Lumiton y reveses profesionales

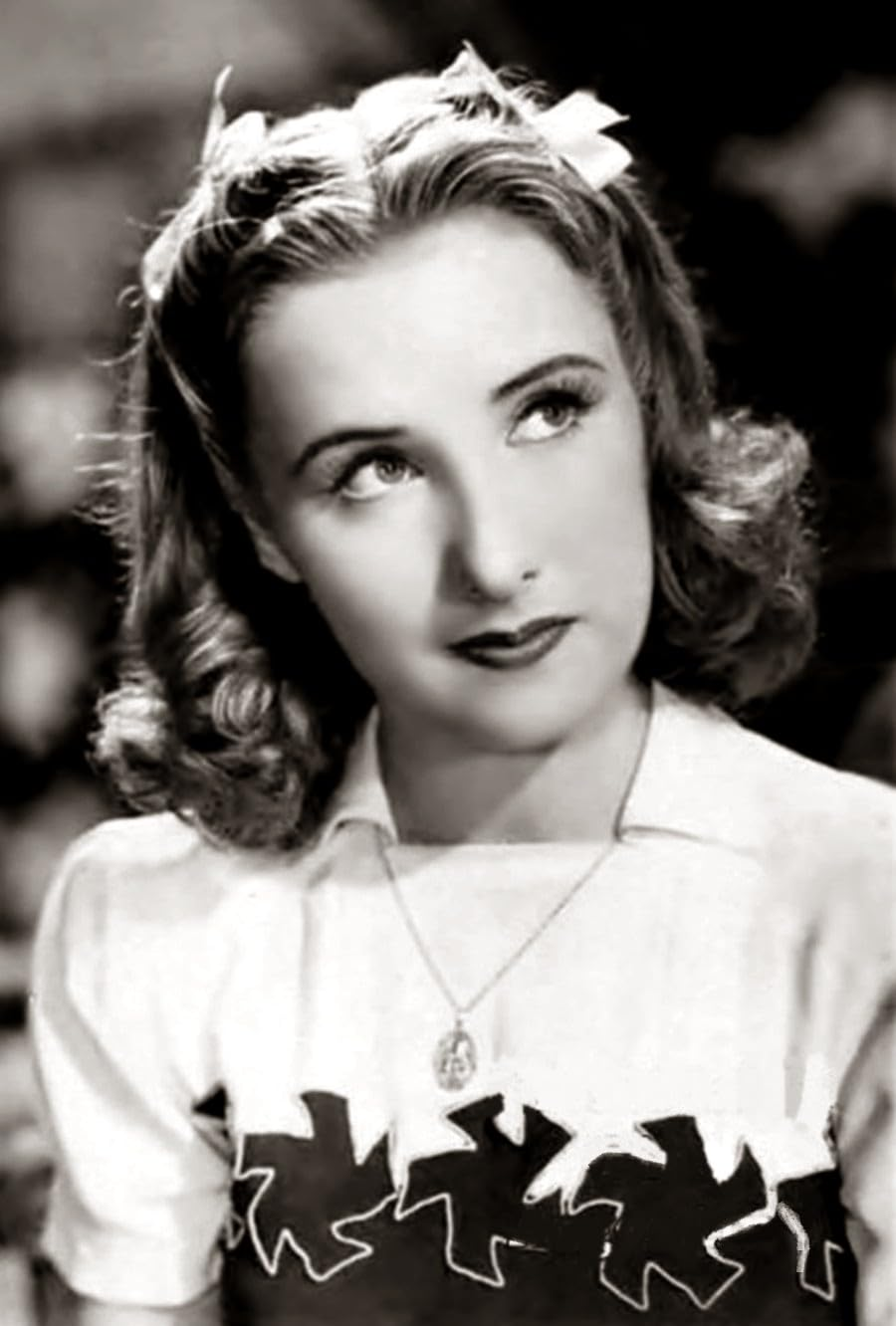
Mirtha Legrand, de entonces 15 años, en Adolescencia (1942)

El filme Los martes orquídeas significó el comienzo de las llamadas «comedias blancas» en el cine argentino, cuyas figuras insignia fueron Legrand y María Duval, que comenzaron a representar a la adolescencia de la burguesía asociada a un país agro ganadero, casi siempre en el rol de ingenuas. Su amiga Delia Garcés señaló con ocasión del rodaje de Canción de cuna que sólo oyó exclamaciones de sorpresa ante las actuaciones de Legrand y Pedro López Lagar. Luis César Amadori creía que Legrand tenía mayor potencial y la incluyó en una película dramática para Argentina Sono Film, Soñar no cuesta nada, donde interpretó a una impostora y, como señaló el fotógrafo Pedro Marzialetti, «le descubrieron enseguida el lado pícaro». De acuerdo con el autor Abel Posadas, Legrand mostró «una desenvoltura y un alto grado de desfachatez que mitigaron el efecto de Los martes, orquídeas». Luego de esa película, los estudios Lumiton, uno de los más importantes de esa época, contrataron a Legrand por cinco años, período en el que filmó una serie de películas como El viaje (1942), donde su nombre ya procedió debajo del título. El viaje no tuvo el éxito esperado, según Aída Luz, porque «el público no perdonó que lo desorientaran» con el argumento y calificó eso como un «golpe bajo». Con una puesta en escena excesivamente teatral, el público había visto hacía poco a Roberto Airaldi —ahora pretendiente de Legrand en la película— en el rol de su padre en otra producción. La crónica de La Razón publicó que «su final dramático no deja de causar desconcierto como remate de una comedia que se desarrolla en toda su extensión en un tono riente, amable, de fresco romance juvenil». En paralelo, Argentina Sono Film —la empresa competidora— contrató a su hermana Silvia, con quien se presentó ese mismo año en un ciclo radial transmitido por Radio Splendid, Mirtha y Silvia: El club de la amistad, donde generaron una significativa audiencia entre las jóvenes al mismo tiempo que se dio forma a un club de seguidoras. Luego de finalizar el rodaje de Claro de luna, las hermanas no volverían a actuar juntas hasta 1962.

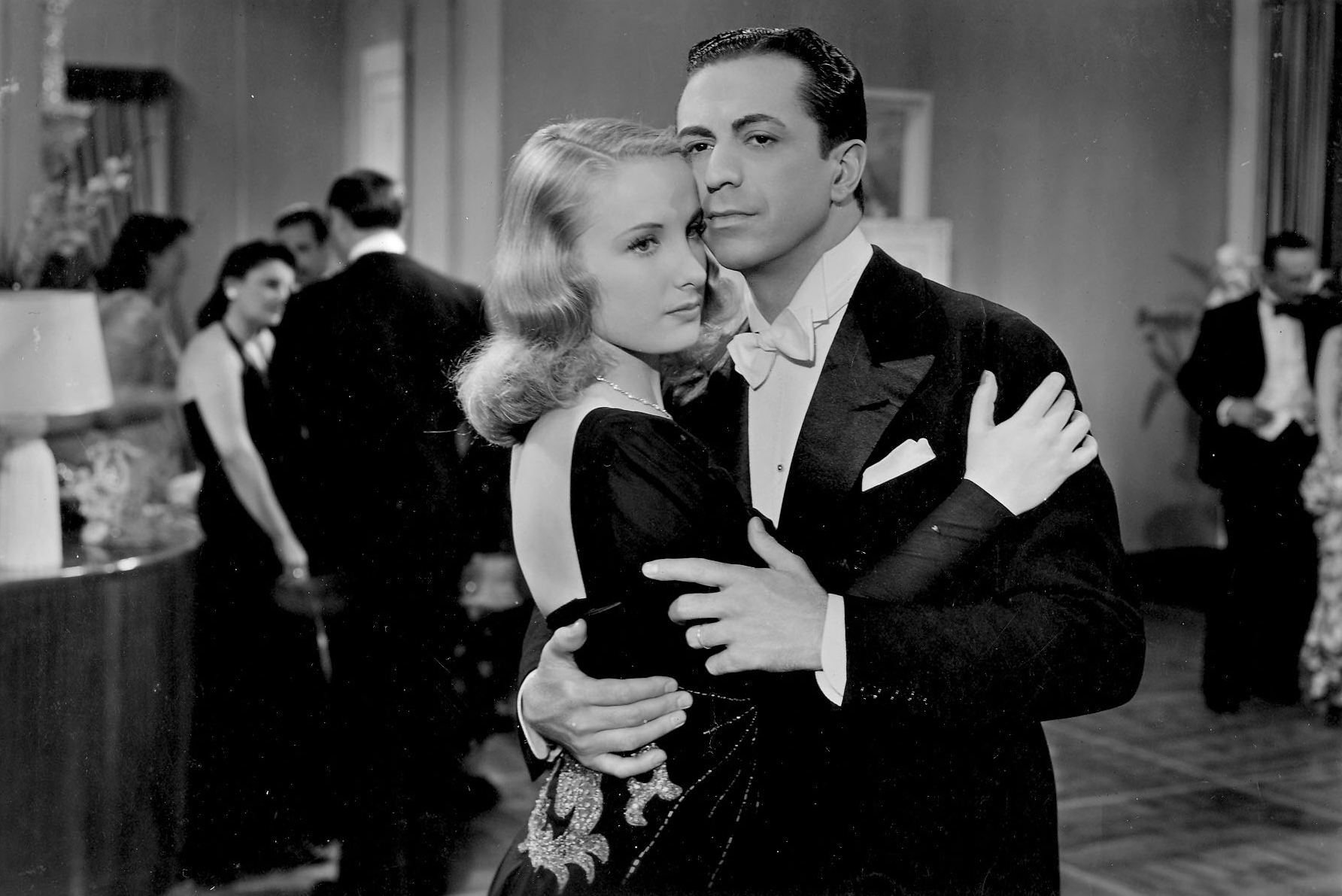
Mirtha Legrand y Juan Carlos Thorry en La pequeña señora de Pérez (1944), por la cual obtuvo el premio a la mejor actriz del año otorgado por la Academia de Artes y Ciencias Cinematográficas de la Argentina y la Asociación de Cronistas Cinematográficos de la Argentina

En paralelo, se estrenó Adolescencia, donde interpretó el personaje de Elvira junto a Ángel Magaña. Según Posadas, la película demostró «los mecanismos de no pocas de las muchachas de la alta burguesía de aquellos años... sin otra puerta de salida que un ventajoso casamiento». El argumento volvería a ser utilizado en 1965 por Enrique Carreras cuando filmó con Palito Ortega y Evangelina Salazar Mi primera novia. Demostró un crecimiento como actriz y le dio credibilidad a su personaje en El espejo de Francisco Mugica, ambientada a fines del siglo XIX, pero volvió a tener un rol deslucido al componer el personaje secundario de Irene Benavídez en Safo, historia de una pasión (1943), la primera película argentina prohibida para menores. Estuvo dirigida por Carlos Hugo Christensen y formaron parte del elenco Mecha Ortiz, Roberto Escalada, Olga Zubarry, Guillermo Battaglia y Eduardo Cuitiño. Fernando M. Peña calificó a la película como uno de los pocos filmes de culto argentinos y la crónica de El Heraldo del Cinematografista dijo que «si bien por la índole de su tema puede resultar la película chocante para espectadores puritanos, su carácter sentimental y pasional la hace especialmente atrayente para el público femenino, adulto». Una situación similar se dio cuando intervino en la superproducción La casta Susana en un préstamo de Lumiton —empresa con la que su madre mantenía severas discusiones— a Pampa Film. El diario La Nación dijo en su crónica que era «un espectáculo ameno, vistoso, de señalada calidad en todo lo que revela la presencia del director». La película generó críticas favorables, pero no tuvo éxito entre el público, lo que contribuyó al hundimiento de Pampa, que se disolvió finalmente en 1946.

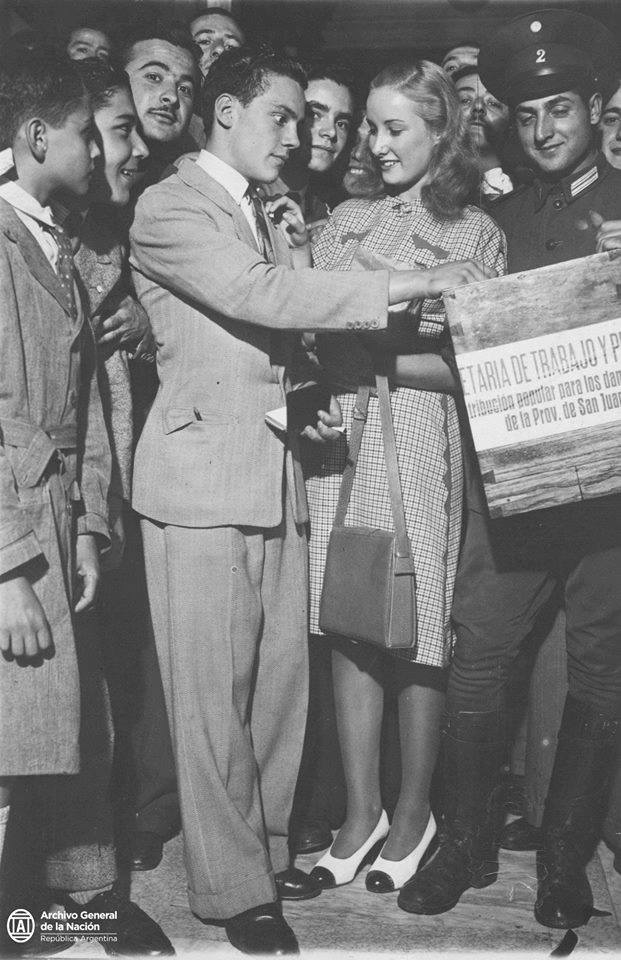
Mirtha Legrand en la colecta pública para ayudar a los sobrevivientes del terremoto de San Juan, enero de 1944

En 1944, Legrand formó parte de una comitiva de artistas que recaudó fondos luego del terremoto que produjo serios daños y 10 000 víctimas en la provincia de San Juan. Ante la tragedia, el secretario de Trabajo y Previsión Juan Domingo Perón encabezó una convocatoria dirigida a figuras notorias del espectáculo como Libertad Lamarque, Lydia Lamaison, Mecha Ortiz, Silvana Roth, Niní Marshall y la propia Legrand, quienes colaboraron aportando dinero y recolectando donaciones. En el mismo año, protagonizó La pequeña señora de Pérez, considerada junto a La casta Susana «dos intrascendencias destinadas a recaudar dinero y aumentar la fama en la década de 1940» según el autor Jorge Llistosella, aunque Calki opinó en El Mundo que se trató de «un filme bien realizado y de ágil desarrollo... destaca, dentro de su superficialidad, una eficacia cómica poco común». Ahí, César Tiempo y Julio Porter habían adaptado una comedia húngara y le propusieron a Legrand el rol de una alumna que se enamoraba de su profesor, trabajo que le valió el premio a la mejor actriz del año otorgado por la Academia de Artes y Ciencias Cinematográficas de la Argentina y la Asociación de Cronistas Cinematográficos de la Argentina. Su secuela, La señora de Pérez se divorcia, se estrenó en 1945. A pesar de que muchos críticos adjudicaron el éxito de la película a su sola presencia y la de Juan Carlos Thorry, Legrand obtuvo el premio a la mejor actriz otorgado por la Municipalidad de la Ciudad de Buenos Aires. Volvió a encarnar sin éxito el rol de una impostora en Mi novia es un fantasma (1944), la vieja fórmula empleada por Amadori en Soñar no cuesta nada, y se la asignó en préstamo a Argentina Sono Film para rodar María Celeste (1945), donde tuvo un encontronazo con su compañero Pedro López Lagar y hasta se mostró furiosa por los resultados de la película. Sus últimos proyectos para Lumiton, Un beso en la nuca y Treinta segundos de amor, fueron ineficaces e intrascendentes en continuación con muchas de las comedias de las que había formado parte y que no lograron revalorizarla como actriz.

### 1946-1950: casamiento con Tinayre y resurgimiento profesional

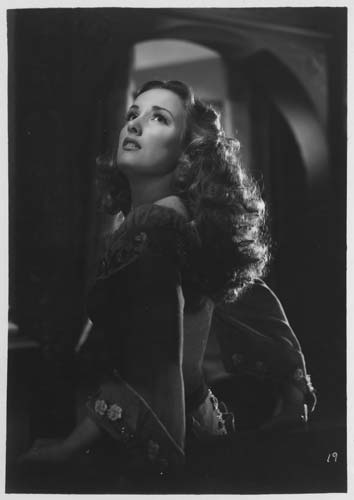
Mirtha Legrand en Como tú lo soñaste (1947)

En 1945, durante el rodaje de Cinco besos, conoció al director francoargentino Daniel Tinayre, un especialista en técnica cinematográfica, con quien se casó en mayo de 1946. Tinayre había sido asistente de Louis Mercanton en los estudios franceses de Joinville y había dirigido películas en Argentina desde 1935, y pronto se convirtió en el nuevo guía de su carrera, promovió un cambio en su imagen y le exigió un crecimiento como actriz al incluirla en papeles más comprometidos. En 1946, rechazó la propuesta laboral de Carlos Hugo Christensen de protagonizar El ángel desnudo luego de que desconfiara del título, por lo que el papel le fue cedido a la joven Olga Zubarry. Casada con Tinayre y embarazada de su primer hijo, Danielito, Legrand se desvinculó de Lumiton y protagonizó para Emelco El retrato (1947), de Carlos Schlieper, nuevamente junto a Juan Carlos Thorry. Esa película significó un quiebre con sus anteriores papeles de ingenua en el cine. La actriz y esposa del director, Nélida Romero, recordó que «Schlieper la vio siempre como una mujer de su casa, en primer término, y luego como una actriz. Para él era una señora muy elegante y algo despistada que tenía por objetivo el matrimonio. Era muy feliz cuando filmó El retrato —estaba embarazada de su primer hijo, Daniel— y creo que es evidente que el clima que se desprende de la película es de una total armonía». En ese sentido, Abel Posadas señaló que «en este personaje estuvo como nunca y demostró que, bien dirigida, era una maravilla». Su simpatía y sociabilidad pronto la convirtieron en una figura mucho más cercana a la audiencia y los espectadores que cualquiera de sus pares.

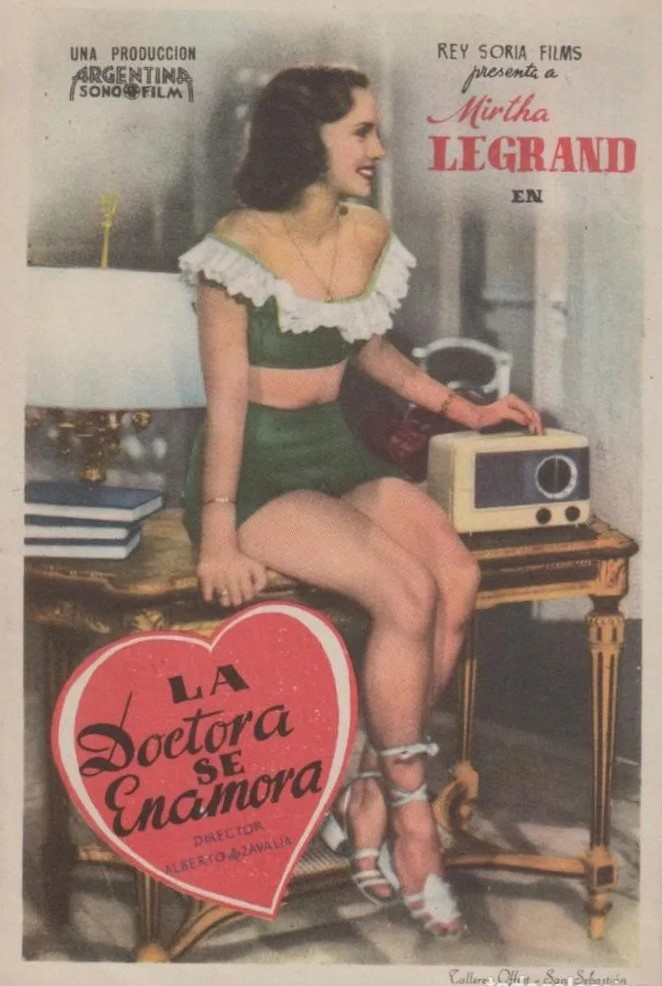
Afiche publicitario de Legrand en La doctora quiere tangos (1949)

El ingreso del empresario Joaquín Lautaret a Artistas Argentinos Asociados dio inicio a grandes proyectos dentro de la compañía y fruto de esa gestión se produjo Como tú lo soñaste (1947), donde Legrand tuvo un rol destacado al lado de Francisco Petrone. La película fue elogiada fundamentalmente por su fotografía e iluminación. Aún así, René Mugica, integrante de Asociados, comentó que con Legrand costaba llegar al fondo del personaje, algo que no sucedía con otras estrellas como Zully Moreno: «Era muy limitada. Cuando ve a Felipe y lo reconoce, hacia el final de la película y llama a Juan Marcos, hubo que doblarla. Le pedimos a otra que pegara el grito, porque ella no podía darlo». Posteriormente, acompañó al actor mexicano Arturo de Córdova en Pasaporte a Río (1948), dirigida por su marido. Para el rodaje, Legrand apareció con un nuevo aspecto que la llevó a ser comparada por la prensa con la francesa Michèle Morgan. Nathán Pinzón, actor de la película, definió a la producción como un «éxito absoluto» en boletería, aunque reconoció que Legrand tuvo dificultades para hacer creíble el personaje —sobre todo en una escena donde debía machacar una frase con bronca— «porque en aquellos años era incapaz de dar la agresividad que le correspondía a una mujer con bastante experiencia».

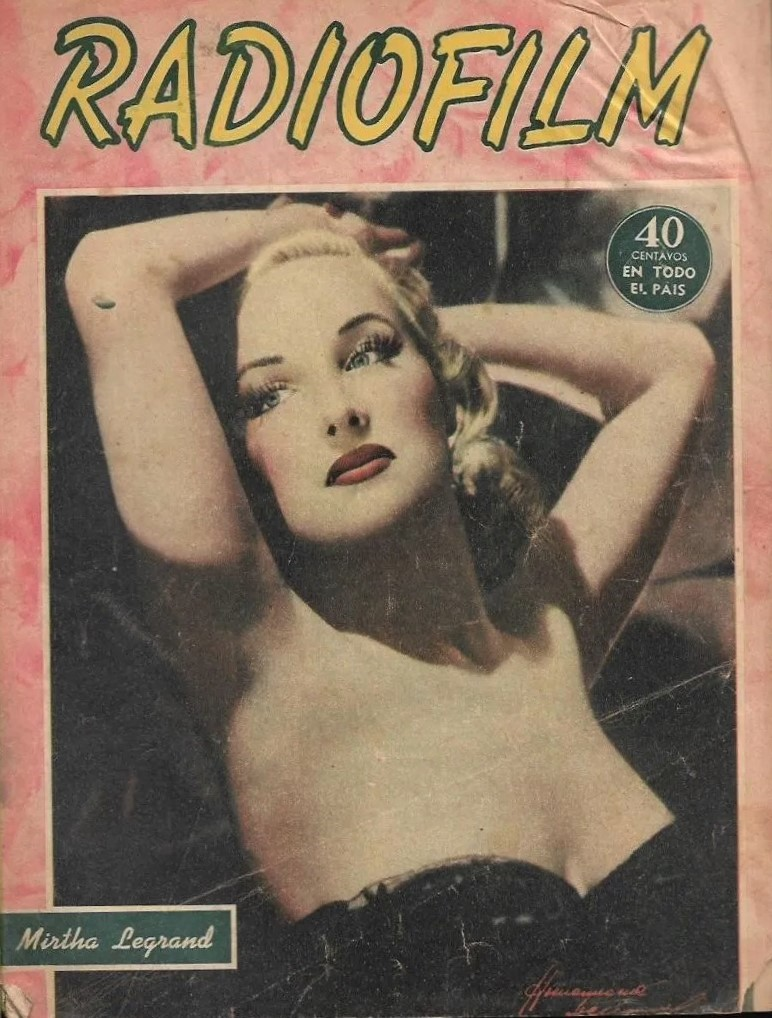
Mirtha Legrand fotografiada por Annemarie Heinrich para una portada de la revista Radiofilm, julio de 1950. Su sensualidad le permitió a menudo encarar papeles de impostora y farsante en cine, aunque también fue encasillada en roles de ingenua y amas de casa

La siguiente película en la que participó, Vidalita (1949), junto a Narciso Ibáñez Menta, recibió la oposición de los censores cinematográficos, aunque no llegó a ser prohibida como sí sucedió con otras; Legrand demostró un crecimiento actoral en esa producción. El director Luis Saslavsky comentó: «No la prohibieron, pero la tiraron a la basura. Los militares [...] no pudieron admitir que hubiera un caso de travestismo tan flagrante. Y lo cierto es que había sido un rodaje difícil [...] Encuentran que un gaucho representado por una muchacha disfrazada es una falta de machismo, de criollismo. Y lo cierto es que había sido un rodaje difícil y ella era la única que podía encarnar ese papel». Los problemas políticos con actores y la falta de celuloide comenzaron durante el gobierno de Juan Domingo Perón y se acentuaron luego de su derrocamiento en 1955, y artistas vinculados con el peronismo, como Sabina Olmos, Nelly Omar o Fanny Navarro debieron exiliarse, pero afortunadamente esos inconvenientes no alcanzaron al matrimonio Tinayre-Legrand, que evitó inmiscuirse en cuestiones políticas. No participaban en actos proselitistas, salvo en casos de extrema necesidad, aunque Legrand estaba afiliada al Ateneo Cultural Eva Perón. Silvana Roth confesó que «si hubo dos directores a los que jamás les faltó celuloide, fueron Amadori y Tinayre». Legrand concedía entrevistas de manera regular, se cuidaba al ir a los lugares puramente indicados y se mostraba cercana a su público, limitándose a hacer una estricta vida de estrella de cine, y en ese sentido se diferenciaba bastante de su rival, Zully Moreno, que era más bien propensa a mantenerse alejada del público.
Luego de protagonizar la comedia pasatista La doctora quiere tangos, encabezó bajo las órdenes de su marido La vendedora de fantasías, donde la trama volvió a girar en torno a un robo. El filme, elogiado por su montaje y fotografía, contó con la incursión de Homero Cárpena, Beba Bidart y Nathán Pinzón. Los tres actores recordaron posteriormente la exigencia de Tinayre al momento de los rodajes y los enfrentamientos con su esposa; Pinzón, en particular, comentó que «Mirtha hacía a veces las cosas como se le antojaba para contradecirlo y esto traía, indefectiblemente, serios problemas. Me pareció, aunque a lo mejor me equivoco, que le gustaba sacarlo de las casillas». Posadas reconoció que «en su papel de Marta, Legrand consigue una verdadera creación y, tal vez, la mejor de su carrera». Para ese entonces, Legrand cobraba un salario de 100 000 pesos moneda nacional, cuatro veces más de lo que solía ganar un director de cine.

### 1950-1956: fórmulas repetitivas y desaceleración profesional

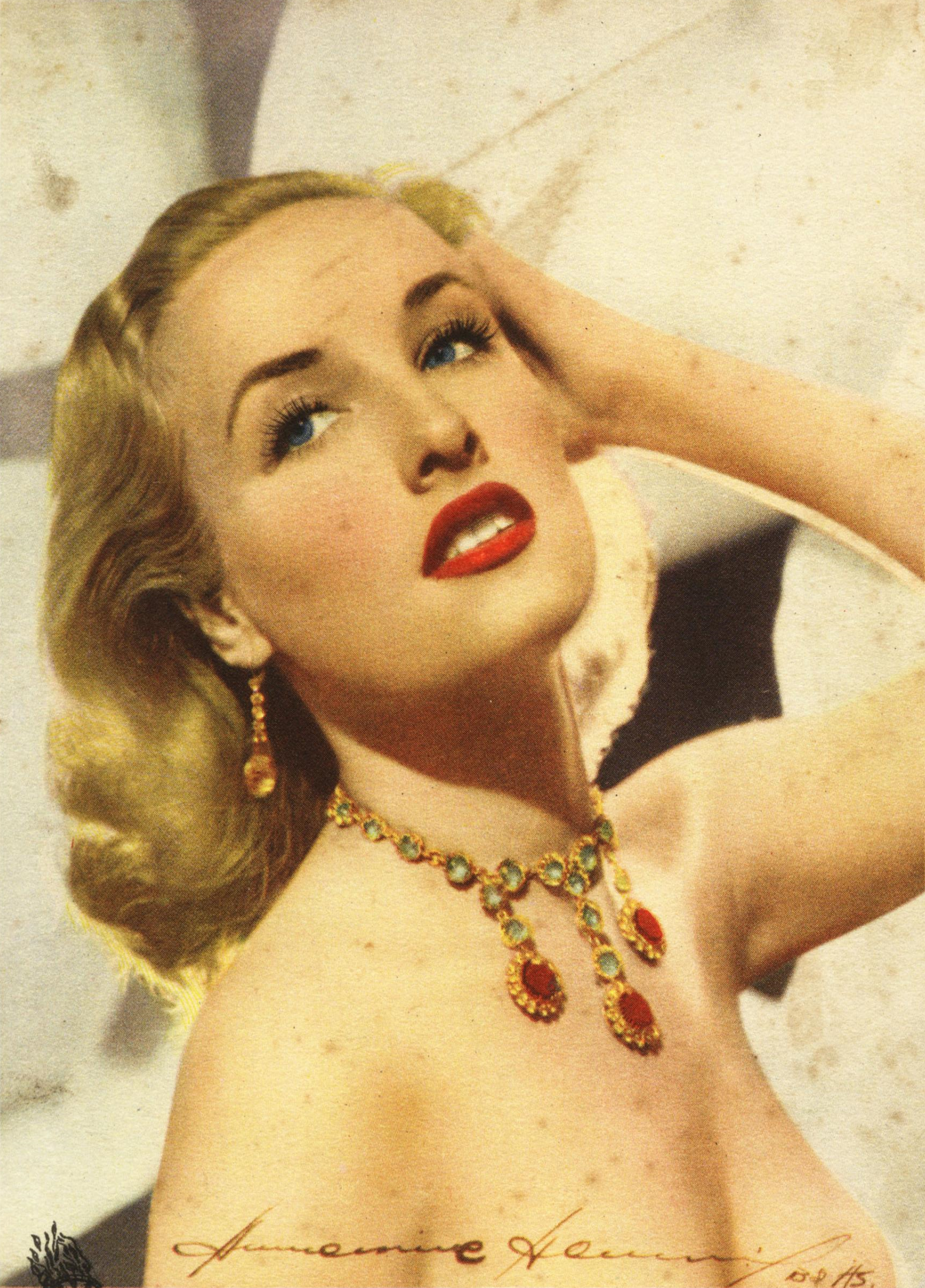
Retrato de Mirtha Legrand por Annemarie Heinrich, c. 1950

Respecto a Esposa último modelo (1950), Nélida Romero señaló que su esposo, el director Schlieper, la volvió a encasillar en el rol de una perfecta ama de casa: «[María Fernanda, su personaje] Es otra muchacha que necesita pescar un marido. Es así como la veía Schlieper. De acuerdo con su particular visión, la imagen Legrand carecía de otros objetivos en la vida». Una reseña del diario El Mundo señaló que «le falta ritmo, mayor vibración, mayor rapidez a muchas escenas que hubieran adquirido mayor eficacia. A pesar de todo, el público festeja». Su siguiente película, El pendiente —donde su nombre apareció por encima del título, en solitario—, una adaptación de un cuento de William Irish, fue calificada por su supervisor, Mario Soffici, como un «desatino, porque nadie sabía que hacer con esa pareja tan fuera de lugar. Ella no aparentaba la víctima de ningún chantajista y José Cibrián siempre fue alguien que podía estar muy bien en comedias, pero que en los dramas debía figurar muy en segundo lugar». En las antípodas, Noticias Gráficas la calificó como una «buena realización técnica que el público sigue con interés».
Acompañó a Carlos Thompson en La de los ojos color del tiempo (1952), que tuvo bastante aceptación entre el público y por la cual recibió el premio a la mejor actriz por parte de la Academia de Artes y Ciencias Cinematográficas de la Argentina. Legrand lució «dulce en el comunicativo vigor de sus sentimientos», según rezó una crítica de King. Ese mismo año, viajó a España convocada por Benito Perojo y protagonizó su única película a colores y en ese país, Doña Francisquita, una versión de la zarzuela de Federico Romero y Guillermo Fernández Shaw con fotografía de Antonio López Ballesteros —pionero del cine a color en España—, quien había trabajado con María Félix en La corona negra. Por motivos desconocidos, la película es poco recordada por Legrand a pesar de que constituyó uno de los pocos musicales en los que intervino; se dobló su voz en las canciones. En 2025, Legrand reveló que su viaje a España obedeció a una censura sufrida durante el gobierno de Perón luego de una denuncia realizada por Fanny Navarro a causa de unas escenas que le habían disgustado en Deshonra, una película de la que había participado bajo las órdenes de Tinayre. A su regreso, levantada la censura, su marido invirtió una gran cantidad de capital en la superproducción Tren internacional (1954), una comedia policial con Gloria Guzmán y Diana Ingro, que significó un fracaso rotundo. A pesar de la suma económica deposita, el inusual despliegue de elementos técnicos y el dificultoso rodaje en la cordillera de los Andes, Valparaíso y Viña del Mar, la película no generó interés entre los espectadores. Tren internacional fue realizada por Cinematográfica Cinco, un sello dedicado a la producción y distribución de películas que había sido fundado por Tinayre, Hugo del Carril, Lucas Demare, Julio Korn, Luis César Amadori y Mario Soffici.

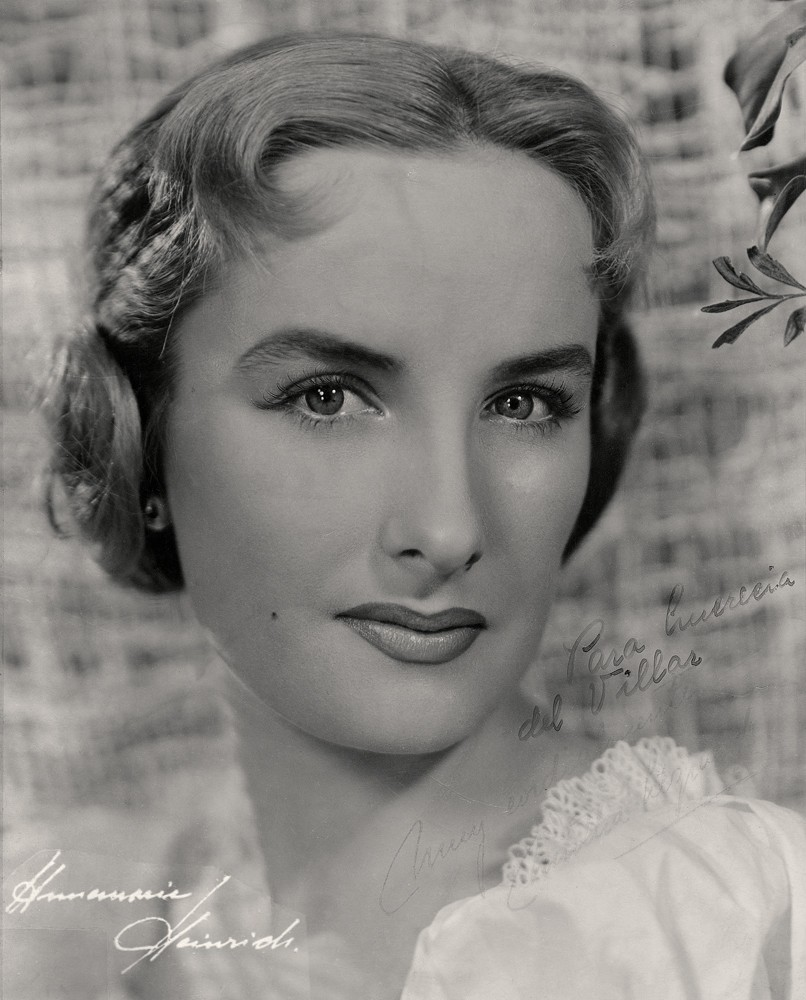
Retrato de Mirtha Legrand por Annemarie Heinrich, c. 1955, donado al Museo Nacional de Bellas Artes en 2012

Luego de la pérdida económica, aceptó la propuesta de Eduardo Bedoya de Artistas Argentinos Asociados para interpretar a una farsante en el segundo episodio del filme El amor nunca muere (1955), que relataba tres historias románticas de tres mujeres que se encontraban al final de la trama —las otras dos eran Zully Moreno y Tita Merello—. Alfredo Alcón, que mantuvo una amistad con Legrand hasta su muerte en 2014, debutó en esa película en un papel protagónico con apenas 25 años. Volvió a actuar con él en La pícara soñadora, estrenada en 1956 con guion de Abel Santa Cruz. Sin embargo, recibió críticas abrumadoras. Noticias Gráficas publicó que «el autor del libro... vuelve a cometer un nuevo desliz en su carrera... sus personajes caen dentro de la órbita de lo baladí y el director... se muestra plenamente consustanciado con el libro original». Luego de esa intervención fallida, la carrera de Legrand entró en un compás de espera. Al igual que su esposo, comenzó a ser identificada con el «viejo cine», y los argumentos y personajes tendieron a repetirse en las fórmulas de sus películas. Por esos años, Legrand continuó siendo una de las caras más visibles del cine argentino, brindó reportajes con frecuencia y apareció del brazo de Raúl Apold, encargado del área de comunicaciones del peronismo, en la primera edición del Festival Internacional de Cine de Mar del Plata de 1954 al momento de recibir a las delegaciones extranjeras. Su cercanía con el público, su desfachatez al mostrar su estilo de vida y su característica elegancia le permitieron sobrevivir a sus fracasos cinematográficos y ser portada constante en las revistas de la época.

### 1957-1967: últimos trabajos en cine y llegada a la televisión
Durante su pausa cinematográfica, Legrand comenzó a aparecer en el medio televisivo, cuya primera transmisión en Argentina había tenido lugar en octubre de 1951. Se presentó junto a Ángel Magaña —con quien se sentía muy a gusto trabajando— en Lecciones sobre la felicidad conyugal por Canal 7 y luego, junto a Mariano Mores, en M ama a M, que tuvo una excelente repercusión. Su labor en teatro se inició en 1957 con La luna es azul, de Hugh Herbert. A lo largo de su carrera, si bien el teatro no la acogió de manera frecuente, estelarizó piezas como El proceso de Mary Duggan y su mayor éxito, 40 kilates. También acompañó durante esos años al actor mexicano Manolo Fábregas en una temporada de Divorciémonos en el Teatro Odeón.

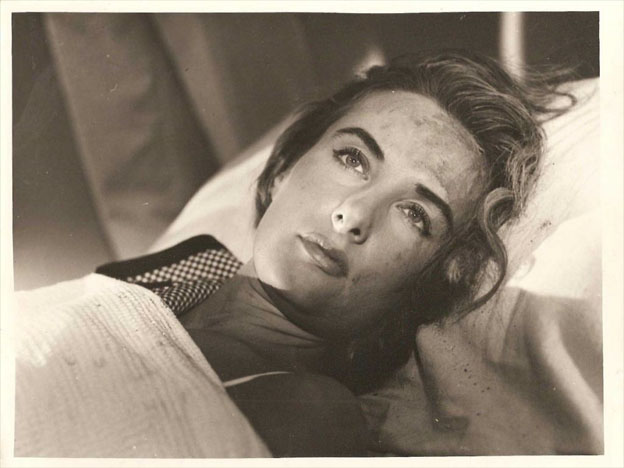
Legrand en La patota (1960)

Algunos de los proyectos cinematográficos posteriores de Tinayre, como En la ardiente oscuridad (1959) y La patota (1960), la tuvieron como protagonista al frente de repartos multiestelares y generaron una gran recaudación en boletería. Incluso, fue premiada como mejor actriz en 1959 por su labor en En la ardiente oscuridad, al que Nicolás Mancera definió como «un film digno impecablemente realizado». La patota fue considerada de avanzada por su realismo y contó con la actuación de Milagros de la Vega, José Cibrián, Alberto Argibay y Florén Delbene. Como contracara de esos éxitos cinematográficos, Leonardo Favio —que trabajó con ellos por esos años— le reveló a Adriana Schettini que «Tinayre la hacía llorar mucho». Aunque las manufacturas representaban grandes negocios, algo no funcionaba entre ellos. Luego de participar en Sábado a la noche, cine, donde el director Fernando Ayala intentó devolverle a su imagen la frescura que había conocido cuando ingresó a Lumiton, volvió a ser dirigida por su marido en Bajo un mismo rostro (1962), un fracaso tan grande que generó la histeria de su realizador y la humillación de Legrand y su hermana, que volvían a trabajar juntas después de 20 años. Legrand interpretó el rol atípico de una prostituta llamada Inés Després y su hermana Silvia el de una religiosa llamada sor Elizabeth. En una rara entrevista brindada en 2008 a Néstor Montenegro, Silvia Legrand afirmó que el fracaso del filme se debió a la guerra entre Azules y Colorados que se estaba dando por entonces en la Argentina. En línea con lo que Tinayre le dijo posteriormente a Jorge Miguel Couselo —«Ahora me voy a dedicar a hacer plata»—, eso fue lo que finalmente logró cuando estrenó La cigarra no es un bicho (1963), una película de bajo presupuesto destinada a reactivar la industria cinematográfica nacional, donde Legrand tuvo la oportunidad de actuar junto a su amiga Amelia Bence. El filme se convirtió en su última labor trascendente en cine y tuvo un gran éxito posiblemente a que reunió un importante elenco de figuras.

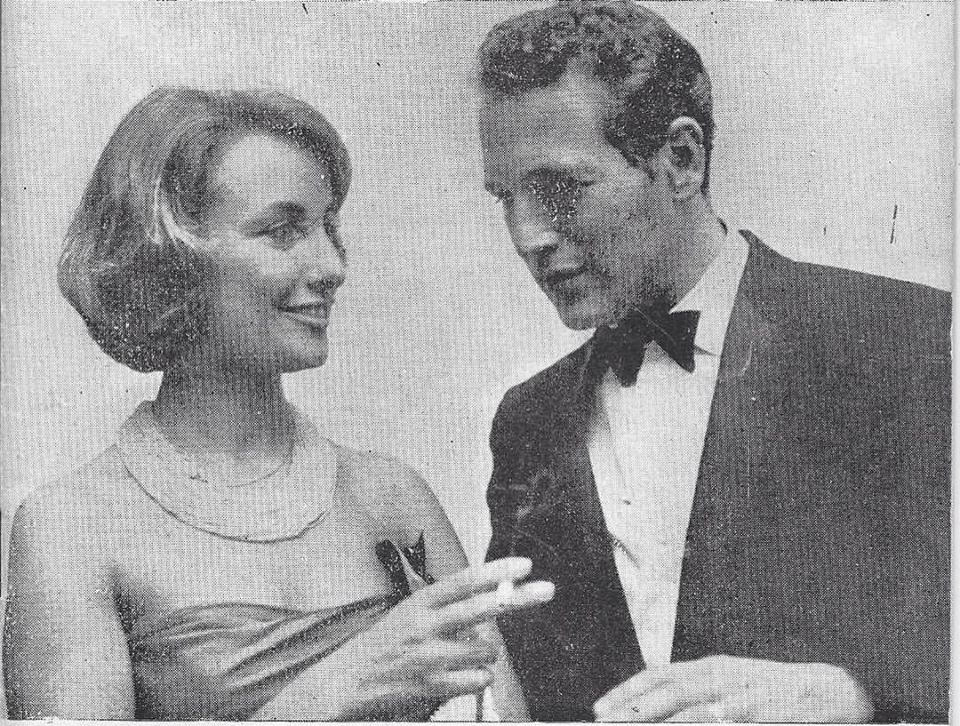
Mirtha Legrand —con un cigarrillo en sus manos— y el actor norteamericano Paul Newman en el Festival Internacional de Cine de Mar del Plata de 1962

A pesar del poco entusiasmo que generaban sus películas, y contra el consejo de sus allegados, volvió a actuar en Con gusto a rabia (1965), de Fernando Ayala, una producción de gran presupuesto que fue juzgada duramente por los críticos y donde volvió a trabajar con Alfredo Alcón en el rol de una mujer mayor, para el cual debió subir de peso. Legrand admitió que la verían «menos Legrand que nunca» y, a pesar del entusiasmo que la envolvió ser convocada de nuevo en cine, recibió críticas negativas y fue ignorada por el público, aunque una crónica del diario La Prensa comentó que «es un film de categoría que supera el nivel común del cine argentino con notas de pleno acierto». Cuando la actriz vio los resultados, abandonó el cine para siempre y nunca más volvió a filmar. Desde entonces y hasta el presente, rechazó todas y cada una de las propuestas que se le ofrecieron para retornar a la pantalla, incluyendo un papel en Bodas de cristal (1975), que finalmente le fue cedido a Susana Campos.
Fue una de las protagonistas femeninas de la obra teatral Buenos Aires de seda y percal, con Niní Marshall y Mariano Mores, que recibió severas críticas negativas, pero tuvo una amplia repercusión en boletería. En televisión, fue dirigida por su marido en Carola y Carolina, las hermanas viceversa por Canal 13, pero el ciclo fracasó por su elevado costo y terminó en medio de un escándalo. Hacia fines de los años de 1960, Legrand —reacia al retiro— encontró en la televisión un nicho hacia donde huir en medio de su decadencia cinematográfica y en 1968, encabezó el programa ómnibus El juego de los matrimonios por Canal 9, donde compitió en audiencia con ciclos de Abel Santa Cruz y Elcira Olivera Garcés.

### 1968-2025:Almorzando con Mirtha Legrand

#### 1968-1979:Almorzando con las estrellasy censura durante el gobierno de Isabel Perón

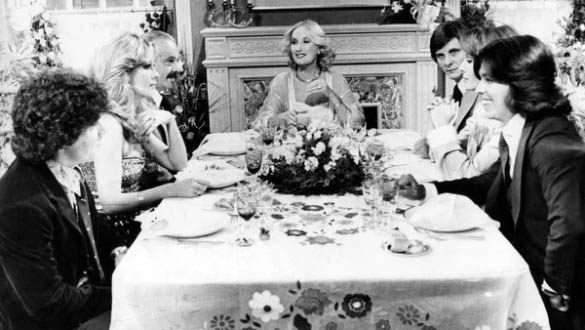
Mirta Legrand (en el centro) en una emisión de su programa con Diego Maradona, Thelma Biral, Astor Piazzolla, Jairo, Claudio Levrino y Graciela Alfano

En 1968, mientras Legrand participaba de un programa solidario conducido por Héctor Coire, Sábados de la bondad, los directivos de Canal 9, Alejandro Romay y Samuel Yankelevich, la citaron a su oficina en conjunto con Amelia Bence y le preguntaron qué tipo de programa le gustaría hacer, a lo que Legrand respondió: «A mí me gustaría hacer algo similar a lo que hace Coire, porque tengo un buen vocabulario». Inicialmente, se pensó en tomar el té al aire, pero esa idea había sido registrada por Blackie en el ciclo radial Tomando el té con las estrellas, de modo que no prosperó y en su lugar, Tinayre sugirió que se almorzara. Romay convocó a una reunión de directorio para informar que había redactado una idea que quería compartir y uno de los gerentes de Canal 9 le dijo que la televisación de esos almuerzos sería un éxito. Sorprendido aún por su desenvolvimiento y su rapidez al responder en el ciclo de Coire, Romay convocó a Legrand para presentar un programa titulado Almorzando con las estrellas, cuya primera emisión el 3 de junio de 1968 alcanzó 18 puntos en índice de audiencia y tuvo como invitados a Alberto Migré, Daniel Tinayre, Leopoldo Torre Nilsson, Beatriz Guido y Duilio Marzio. A Legrand le sirvieron una pata de pollo e inmediatamente su marido, conocedor de sus gustos, ordenó que se la cambiaran por una pechuga. «Ahí ya me sentí más cómoda: sentí una cosa más familiar y hogareña», recordó años después la presentadora. Si bien al comienzo Romay quería que estuvieran presentes 12 comensales en el programa en una suerte de emulación a los 12 apóstoles y la última cena, Legrand rechazó la idea alegando que era dificultoso maniobrar una comida con tantas personas. El éxito del ciclo se debió en parte a la introducción de un formato novedoso como comer en vivo y según el sociólogo Juan José Sebreli, a «las dotes innatas de Mirtha similares a los de un líder político». Tiempo después, el programa fue renombrado a Almorzando con Mirtha Legrand, debido al protagonismo que adquirió la presentadora. Para los años setenta, su ciclo era tan mediático que Legrand encabezaba las más importantes revistas de interés general y era considerada una de las mujeres más influyentes de Argentina, junto con Ernestina Herrera de Noble y Amalia Lacroze de Fortabat.
El 6 de noviembre de 1972, el cirujano Miguel Bellizi mencionó durante la emisión del ciclo al Partido Peronista, a lo que la propia Legrand corrigió como Partido Justicialista. Poco después, Alejandro Romay ingresó al estudio de grabación y se dirigió a la presentadora aclarándole que «aquí no se habla de política. Este es un programa cultural en el que los temas tienen que relacionarse con la ciencia, el arte, la literatura o la economía». Antes de finalizar la emisión, la presentadora expresó: «¡Qué lindo debe ser trabajar en un canal donde uno tenga libertad!». Al día siguiente, fue reemplazada por el locutor Orlando Marconi y semanas después, lo continuó la vedette Nélida Lobato. También la reemplazaron brevemente y sin trascendencia, a veces durante las vacaciones, Eduardo Bergara Leumann, Irma Roy, Juan Carlos Pérez Loizeau y Ramón Andino. Al mismo tiempo, su programa comenzó a ser parodiado por Haydée Padilla en Almorfando con la Chona, donde en lugar de almorzar, se tomaba mate.

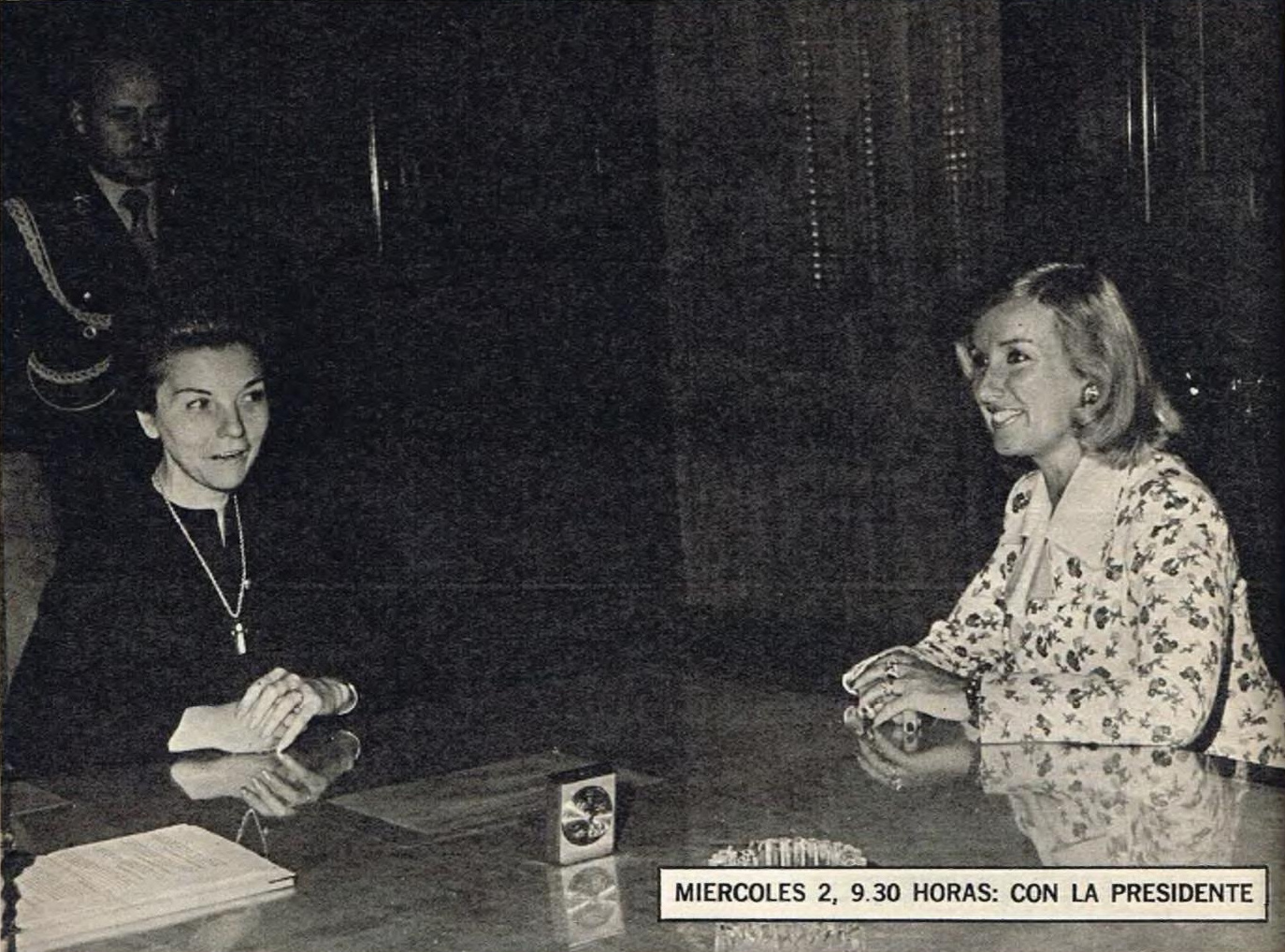
Audiencia entre la presidenta María Estela Martínez de Perón y Mirtha Legrand a raíz de la censura a su programa, 2 de octubre de 1974

En 1973, Legrand trasladó su ciclo a Canal 13 y su mención del buqué de «rosas rococó rosadas» y su «vueltita» se volvieron populares. El 12 de septiembre de 1974, durante el gobierno de María Estela Martínez de Perón, su programa padeció un acto de censura, de acuerdo con una de las hipótesis, luego de que la actriz Soledad Silveyra admitiera su temor de que solo los actores peronistas pudieran trabajar en el medio y Legrand defendiera a la televisión privada. Los avisos comerciales de esa emisión se extendieron notablemente y, al regresar, Legrand comentó: «¡Qué lindo sería grabar todo lo que acontece durante las tandas!». Un día después, se le impidió la entrada al edificio y su almuerzo a solas con el titular del Senado, José Antonio Allende, fue cancelado luego de que José María Pasquini Durán, miembro interventor en el canal, le informara que estaba despedida a pesar de no haber concluido su contrato. Como consecuencia, el 2 de octubre de 1974, Legrand mantuvo una audiencia privada con la Presidenta y el ministro de Bienestar Social, José López Rega, y al finalizarla, ofreció una conferencia de prensa en la que admitió: «Lo primero que tengo que decir es que se trata de una mujer monísima, con una piel muy suave. Cuando llegué nos dimos dos besos. La señora Presidenta me dijo que me quedara tranquila, que lo mío se iba a solucionar, y que le encargaba eso al señor ministro». Sin embargo, Legrand no logró volver a su trabajo hasta junio de 1976, tres meses después de la asunción de la junta militar, cuando comenzó a grabar las emisiones del programa para ser transmitidas al día siguiente. El primer programa fue sintonizado por un 1 400 000 televidentes.

#### 1980-1989: demanda contra ATC y postura del alfonsinismo

Mirtha Legrand votando en las elecciones presidenciales de octubre de 1983, que marcaron la restauración definitiva de la democracia en la Argentina

En 1980 —ya con TV en colores—, la presentadora finalizó su contrato con Canal 13 y aseguró no regresar a la televisión en la emisión de despedida, aunque posteriormente firmó un nuevo contrato en diciembre de 1981 con ATC, que había sido fundada en 1979 por autoridades de la dictadura militar. Para sorpresa de la presentadora, el 16 de febrero de 1982 —casi un mes antes del inicio de la prestación de servicios— la empresa estatal le remitió una carta documento informando la imposibilidad material y jurídico legal de poner en vigencia la contratación programada, basándose en un memorándum que le fue remitido por el Subsecretario de Comunicaciones de la Nación en el cual se fijaban, con carácter obligatorio, los topes de remuneraciones mensuales de 1982 para actores, directores, productores, conductores, autores de programas y cargos o funciones similares, los cuales se establecían en sumas notablemente inferiores a las pactadas por ambas partes. Ante esa situación, Legrand y su marido iniciaron una demanda reclamando una indemnización por los daños y perjuicios pertinentes. El juez sostuvo que en la causa se configuraba claramente el supuesto considerado como «hecho del príncipe», denominado como los actos emanados de la autoridad del soberano tendientes a disminuir los derechos de los ciudadanos.
El matrimonio ganó el juicio a mediados de 1986, pero la indemnización dictada por la Corte Suprema de Justicia fue de 25 000 USD de los 500 000 reclamados por la presentadora, ósea, el 5 por ciento de la demanda. El tribunal se justificó alegando que el pago de esas sumas indemnizatorias deberían ser soportadas por la comunidad —dado que se trataba de un canal estatal— y confesó en su fallo, además, que no era aconsejable que Legrand percibiese un salario mensual de 40 000 USD ante la dificultosa situación económica que atravesaba el país, que poseía un severo nivel de deuda. La posibilidad por parte de la actora de celebrar otros contratos de similares características con canales privados también ejercieron influencia sobre la sentencia.
Cuando se renovaron las autoridades del canal en 1983, tras el restablecimiento de la democracia, estas desconocieron su contrato con la excusa de que había sido firmado al final de un gobierno de facto. Los directivos de ATC subrayaron que los militares le habían pagado una cifra exorbitante a la productora que por entonces regenteaba el marido de la presentadora, Daniel Tinayre, y prefirieron no continuar con el contrato. Legrand aseguró que eso fue una decisión política del alfonsinismo destinada a prohibir su programa que creían vinculado al régimen dictatorial. En medio de ese contexto, el ciclo no se emitió entre 1983 y 1989, aunque en 1987, comenzó de nuevo sus grabaciones, esta vez en el Hotel Alvear, pero solo para canales del interior del país. Legrand volvió a trabajar en Canal 7 con la asunción al gobierno de Carlos Menem, a finales de 1989. La conductora le había comentado poco antes su disgusto por la falta de aire en un canal de televisión abierta en un encuentro que había tenido con él en Punta del Este y el candidato a Presidente le aseguró que si era electo como tal volvería a colocar su programa en pantalla. En la primera emisión estuvieron invitados Guillermo Patricio Kelly, Andrea del Boca y Goar Mestre, ex propietario de Canal 13. Por su parte, en 1988 Canal 2 de La Plata transmitió Conversando con Mirtha Legrand, que realizó una señal de cable de VCC, y en 1989, ATC transmitió todos los jueves por la noche Conversando con Mirtha.
En abril de 1987, en una entrevista con la revista Gente, Legrand reveló algunas curiosidades de su programa. El periodista le preguntó si algún invitado intentó seducirla y ella respondió: «Domenico Modugno. Se la pasó todo el tiempo: "Pero, ¿usted está casada? ¿En serio está casada?"». En el mismo reportaje, la actriz contó que uno de los momentos más conmovedores fue «cuando vino Rita Hayworth. Ni se enteró que había estado en mi programa. Ni en Buenos Aires. Ni en Argentina. Nunca supo. Estaba destruida». Definió como un «momento entrañable» la primera vez que Diego Maradona estuvo en su programa: «Llegó tardísimo y le pregunté por qué. Me confesó que había salido a comprarse un trajecito para salir en mi programa». Y comentó que cuando le dijo a Ernesto Sabato que no lo invitaban porque no tenían su número de teléfono, el escritor contestó: «¿Ah, no? Si figuro en guía». Ante la pregunta del periodista Ricardo Parrota sobre si recordaba un momento inquietante, la presentadora respondió: «La visita de José Rucci. De repente me quedé mirándolo y le pregunté si no tenía miedo. Se quedó mirándome. Le insistí: "¿No tiene miedo a que lo maten?"; "Sí me dijo. Tengo miedo". En ese momento sentí escalofríos».

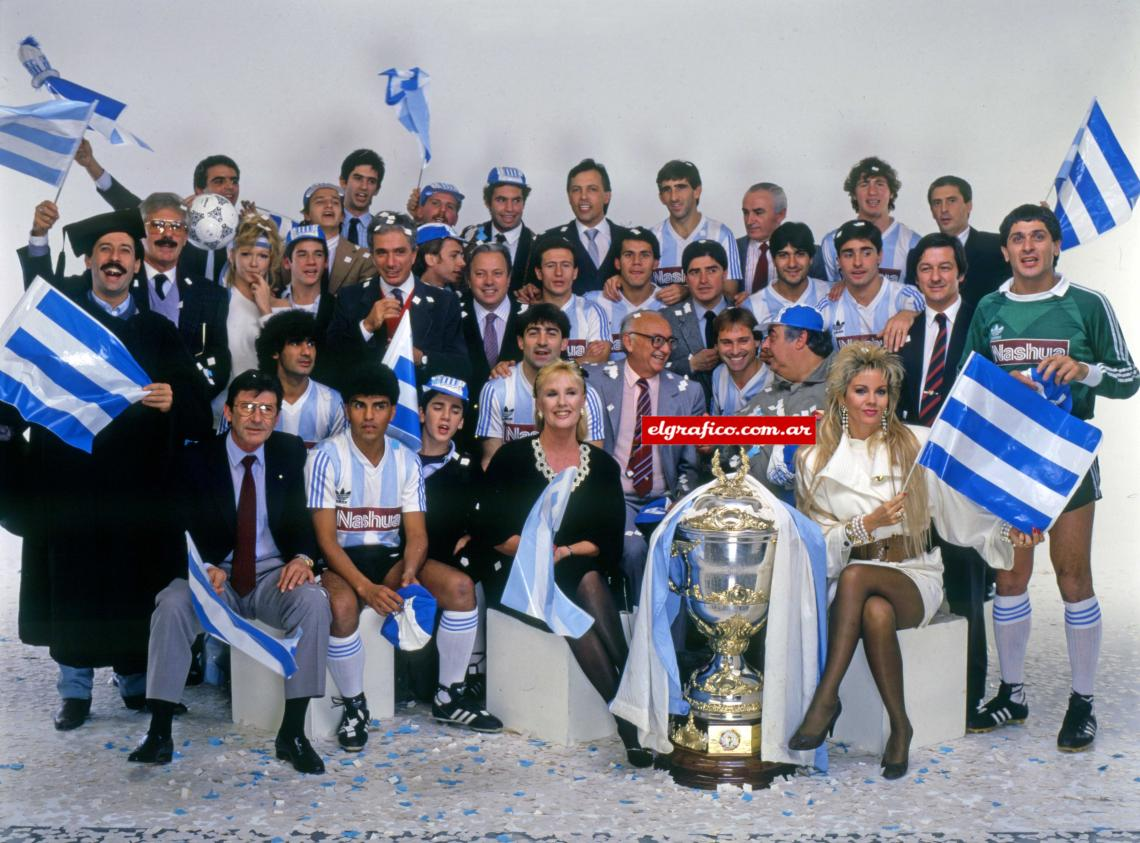
Mirtha Legrand (en el centro) junto a periodistas, actores, modelos y jugadores de fútbol celebrando la Supercopa ganada por Racing Club, 1988

Con el correr de los años, cada vez que el presidente Alfonsín era invitado a su programa, la conductora le reprochaba que durante su gestión no pudo trabajar en ningún canal. En una ocasión, afirmó que «no le caía bien a los radicales» y que lo sucedido significó una «valiosa experiencia», aunque también reconoció que si hubiera vuelto a ser prohibida, «saldría a gritarlo a la calle. Reaccionaría no de una manera violenta, pero sí más auténtica». Durante esos años de veda televisiva, Legrand pasó mucho tiempo en su casa disfrutando de su familia, y su carrera se encauzó hacia el teatro y los desfiles por el interior del país, llegando a confesar en una entrevista que «fui otra Mirtha».

#### 1990-1999: retorno a la pantalla, años difíciles y menemismo
En 1990, retornó con sus almuerzos —también por ATC— junto a un conjunto de invitados que incluía a Libertad Lamarque, Bruno Gelber, Nati Mistral, Enrique Pinti y Andrea del Boca. Permaneció en ATC hasta mayo de 1991 y luego, continuó por Canal 9 a partir de junio. En una oportunidad, se generó un escándalo cuando Legrand decidió dedicar un programa a la homosexualidad e invitar a travestis, transexuales, psicólogos y homosexuales con el fin de debatir el asunto en una época donde aún era un tabú. Cada vez más incisiva a la hora de preguntar, su contrato con Canal 9 fue renovado y sus primeros comensales fueron Eduardo Duhalde, Domingo Cavallo y Julio Mera Figueroa. A Duhalde lo interpeló con la pregunta: «Dígame vicepresidente, ¿usted es narcotraficante?». En 1992, su programa se vio galardonado con el premio Martín Fierro de Oro y luego de la muerte de Tinayre —quien además era productor de su ciclo— en octubre de 1994, Legrand permaneció varios días sin aparecer en pantalla. Regresó poco después vestida de luto con un mensaje al público y acompañada por algunos amigos como Delia Garcés, Enrique Pinti y Mariano Grondona.
Legrand demostró su sentido del humor en muchas ocasiones y es bien conocida por sus preguntas mordaces. En una oportunidad, el autor Dalmiro Sáenz mencionó el título de su libro Yo también fui un espermatozoide en su ciclo, a lo que Legrand le respondió: «Dalmiro, esas cosas no se dicen en una mesa». Increpó a los trabajadores de su equipo en varias oportunidades al aire, algunos comensales decidieron levantarse de su mesa ante la desfachatez de sus preguntas y en una ocasión, debió aguardar el corte comercial para solicitarle a Cipe Lincovsky que no siguiera mencionando el café-concert «El gallo cojo» por su nombre. Durante esa década, fue memorable la vez que sorprendieron a Narciso Ibáñez Menta por su cumpleaños y le acercaron una torta con velas encendidas que se convirtió inesperadamente en una bocanada de fuego. En ese momento, el actor recibía una llamada telefónica de su esposa, a la que le comentó: «Te dejo porque se incendia el canal», tras lo cual cortó la comunicación en medio de las risas del estudio. En otra oportunidad, se sentaron a su mesa esposas de hombres notables, a las que Legrand les preguntó si tenían alguna cábala para que sus maridos tuvieran suerte en sus profesiones. La esposa del golfista Roberto De Vicenzo dijo: «Antes de cada torneo yo le beso las pelotas», a lo que la presentadora respondió: «¿Las de golf?». Otras emisiones destacadas de la época ocurrieron cuando los Midachi se encargaron de servir la mesa vestidos de mucamas y Les Luthiers terminó el almuerzo colocando las sillas arriba de la mesa.
Para 1996, estaba considerando dejar la televisión, pero se dejó convencer por Romay, quien la contrató para una nueva temporada. Al asesinato del reportero gráfico José Luis Cabezas en Pinamar en el verano de 1997, Legrand aseguró en un reportaje que una silla de su casa donde se sentó alguna vez el fotógrafo lleva su nombre a modo de homenaje. En 1997, la anciana actriz y cantante Tita Merello, compañera de trabajo de Legrand en El amor nunca muere, llamó sorpresivamente a su programa para aclararle: «Daniel Tinayre se enamoró de mí, pero se casó con vos». Merello siempre se negó a visitar su programa y mantuvo una larga amistad con Tinayre durante toda su vida, por lo que la prensa especuló sobre un posible romance entre ambos. Ese mismo año, el programa recibió una denuncia de la piloto de automovilismo Silvina Genjo, quien aseguró que la producción de su canal le exigió 14 000 pesos para invitarla. El productor Carlos Rottemberg y las autoridades de Canal 9 se comunicaron con Genjo y su padre para disculparse, y se comprometieron a ubicar al responsable del pedido.
La noche de Mirtha fue un programa semanal con solo un invitado que comenzó a emitirse en 1998 en simultáneo con Almorzando con Mirtha Legrand. Su primera emisión fue realizada con el presidente Carlos Menem —por quien sentía una gran afinidad y a quien definió como el «mejor presidente» de la era democrática— como invitado en su residencia presidencial de verano en Chapadmalal. La transmisión iba a ser realizada desde el Hotel Hermitage de Mar del Plata como solía hacerse desde el comienzo de la temporada, pero una manifestación de pesqueros lo impidió. Luego de ver el programa, que dejaba entrever un tinte de frivolidad, Sabina Olmos —una actriz contemporánea de Legrand que atravesaba serias dificultades económicas— invitó a comer a su casa al Presidente. Ante las repetidas postergaciones del mandatario, Olmos le preguntó por carta si no le agradaba el menú que tenía planeado, el cual consistía en un guiso de lentejas. La anciana actriz se suicidó meses después, inmersa en una crisis económica y personal. Mirtha de noche permaneció hasta el 2000, pero fue finalmente relanzado en 2004. En 1998, con ocasión del 30.º aniversario de la primera emisión de Almorzando con Mirtha Legrand, se realizaron festejos durante una semana y se convocaron a 100 invitados. Al hablar de sus 30 años de conducción televisiva, la presentadora dijo en una entrevista a La Nación: «Es un buen momento para retirarse».

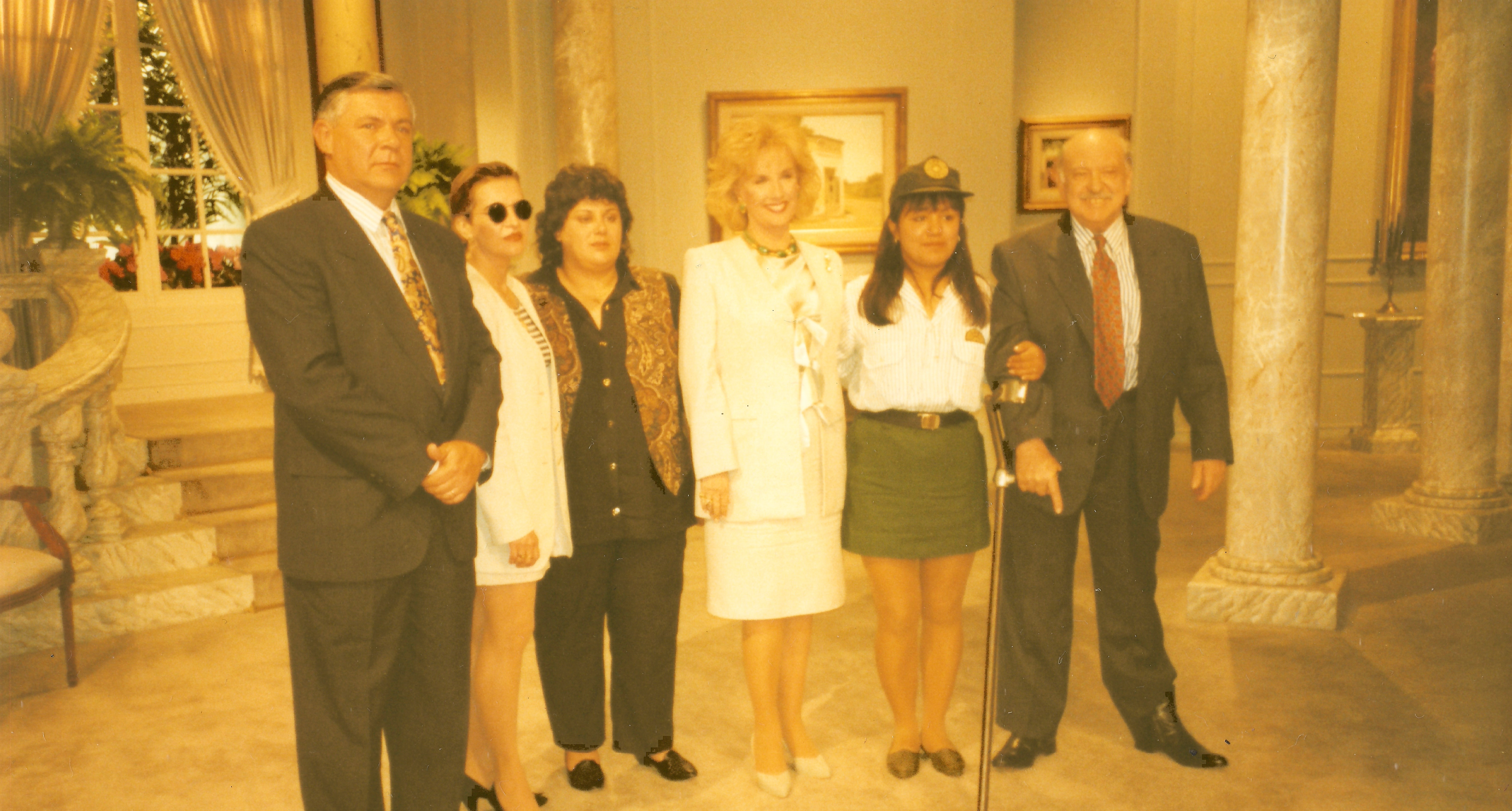
Legrand junto a invitados durante una emisión de su programa

En enero de 1999, Legrand manifestó en público su enojo con los responsables de Canal 9 luego de que no le renovaran su contrato en diciembre anterior, y los acusó de «maltrato y torpeza»: «No me dijeron nada, ni que el contrato no interesaba ni que no podían seguir haciéndoles frente a mis sueldos. Absolutamente nada. Ni una explicación. Han sido muy torpes, una lástima. Son banqueros y los banqueros no saben». Luego del conflicto, Alejandro Romay declaró en una entrevista que «Mirtha no entiende que la televisión tiene que tener un resultado favorable entre ingresos y egresos». En junio de 1999, Legrand reanudó su ciclo de TV por América 2 luego de la temprana muerte de su hijo Daniel, ocurrida cuatro meses atrás, y en paralelo continuó con su programa semanal La noche de Mirtha. En un doloroso mensaje al inicio de su programa, exclamó vestida de luto: «Este es el momento más duro y más difícil de mi carrera. Nunca creí que iba a vivir un momento como éste. Perder un hijo es terrible. Nadie lo imagina. Por más que a una la gente trate de consolarla, sólo el que lo vive sabe lo que significa».

#### 2000-2009: 40 años con la televisión y reconocimientos

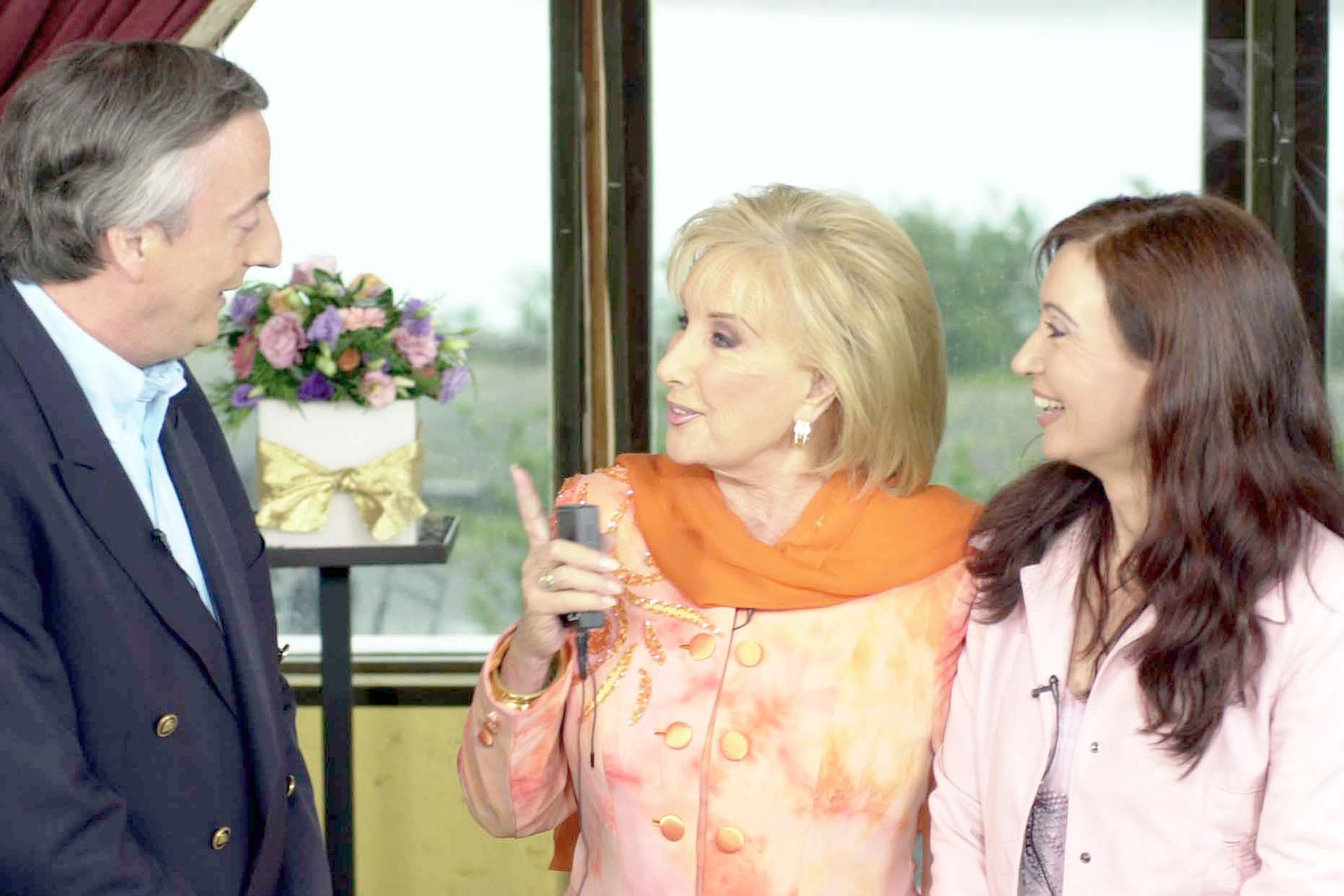
Legrand junto a Néstor y Cristina Kirchner en su programa transmitido desde El Calafate, 2003

En el verano del 2000, Legrand condujo su ciclo desde Mar del Plata en simultáneo con Mirtha de noche y retomó los almuerzos por América durante todo el año, así como también su programa semanal. Firmó un nuevo contrato con Canal 7 en 2001 para luego regresar a América al año siguiente; en esa emisora permaneció hasta 2013. En 2002, realizó una breve participación en la serie de TV Son amores como ella misma, con la protagonización de Nicolás Cabré y Florencia Bertotti, donde volvió a pronunciar su furcio célebre de los años 1990: «¡Carajo, mierda!». Por otra parte, retornó a la radio luego de 62 años; entre 2004 y 2005, condujo su propio ciclo, Mirtha en la Red, por La Red AM 910.
Legrand —conocida por su encanto personal y su elegancia— fue con diferencia una de las personalidades más populares durante la década del 2000. Sus trajes de diseñadores como Mario Vidal, Edgardo Coton, Claudio Cosano, Jorge Ibáñez, Gabriel Lage y Marisa Campanella, además de sus joyas —las cuales exhibe siempre al comienzo de sus programas— y sus frases célebres, que repite reiteradamente, se convirtieron en un distintivo de su estilo personal.
El 3 de diciembre de 2007, Legrand recibió el premio Domingo Faustino Sarmiento de acuerdo con el decreto presidencial 604 de 2004, que establece «entregar una distinción de honor a aquellas personas que se destaquen por su obra emprendedora para mejorar la calidad de vida de las personas, instituciones y comunidades». El premio fue otorgado en honor a su trayectoria por el exvicepresidente Daniel Scioli en el Senado de la Nación Argentina. Días después, fue designada Ciudadana ilustre de la ciudad de Buenos Aires por una propuesta de Diego Santilli y el exdiputado Santiago de Estrada.

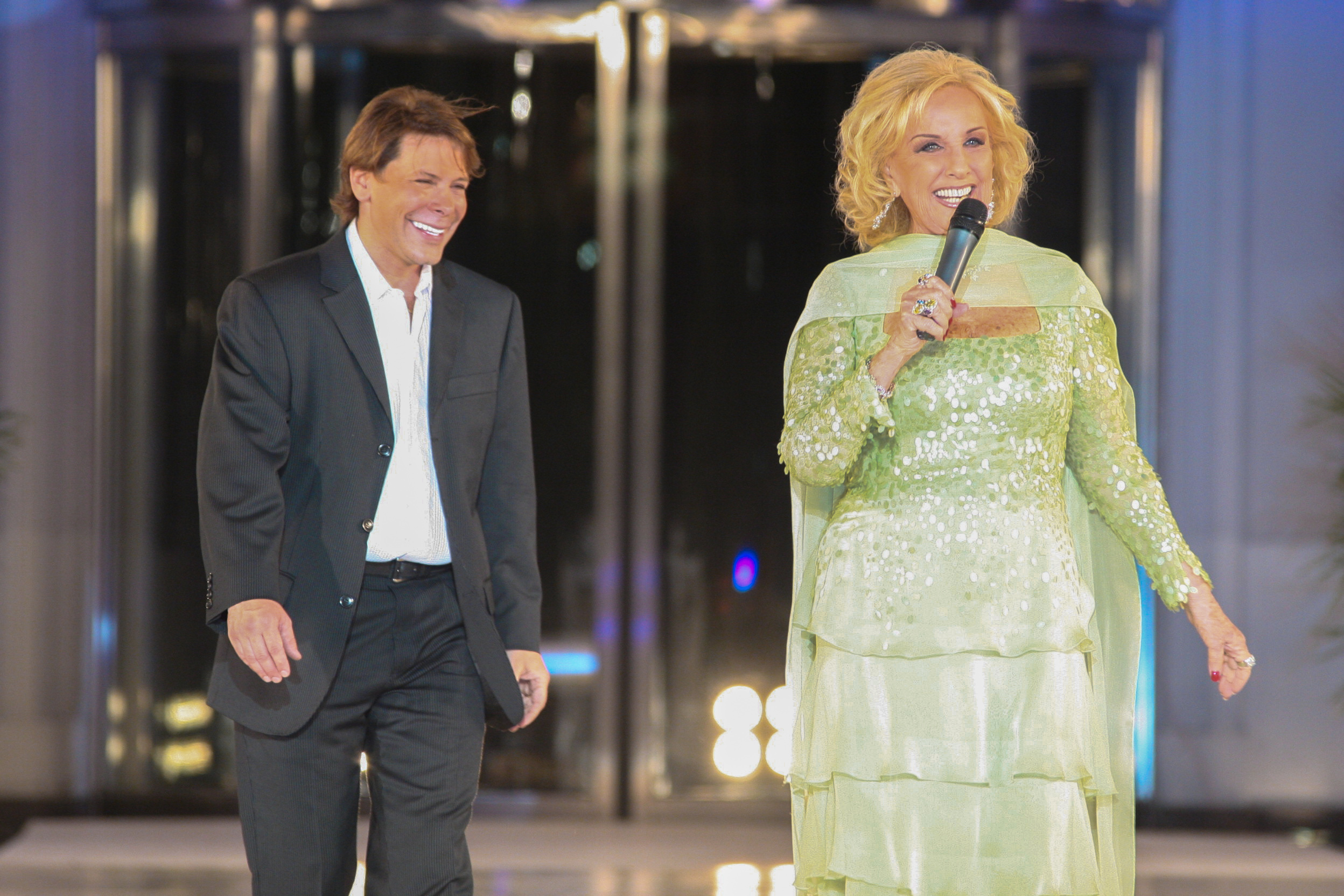
Gabriel Canci y Mirtha Legrand en la conducción del Hyatt de Moda 2008

El 3 de junio de 2008, al cumplirse cuarenta años de la primera emisión de su programa, se realizó una celebración especial en vivo a la que fueron invitadas cuarenta personalidades. Entre los comensales, se encontraban Antonio Gasalla, Enrique Pinti, Irma Roy, Amelia Bence, Duilio Marzio, Juan Carlos Calabró, Raúl Lavié, Cacho Castaña, Carolina Papaleo, Linda Peretz y Luciana Salazar. A modo de reflexión, Legrand aseguró por esos años que los almuerzos que le hubiera gustado olvidar fueron «el de Silvana Suárez y el de Cecilia Rossetto», y en 2009, los tres que recordó por algo especial fueron «el que hice con el matrimonio Kirchner en Calafate —a quienes les espetó: «Algunos dicen que con ustedes se viene el zurdaje»—, otro con Anthony Quinn y un tercero con el doctor René Favaloro».
Se convirtió en la primera persona en recibir el premio Martín Fierro de Platino con ocasión del 50.º aniversario de la Asociación de Periodistas de la Televisión y la Radiofonía Argentinas en 2009. El honor solamente podía ser recibido por quienes habían recibido previamente el Martín Fierro de Oro y 250 000 personas votaron en favor de Legrand dado que el ganador se elegía por votación popular. Además, obtuvo dos estatuillas convencionales y en su discurso, al recibir el premio de platino, dijo: «Si tuviera que retirarme ahora sería la mujer más feliz del mundo. Yo también amo la televisión y no sé hacer otra cosa. Yo siempre quise ser una estrella, ser una persona famosa y creo que lo logré».

#### 2010-2019: comentarios políticos y traslado a Canal 13

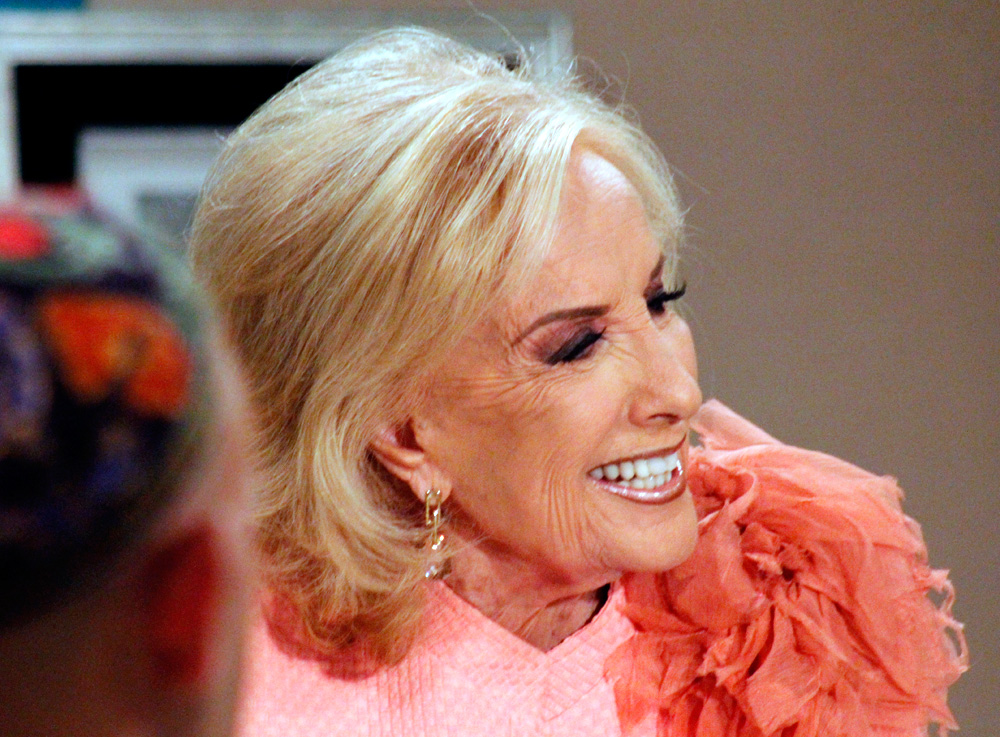
Legrand en 2010

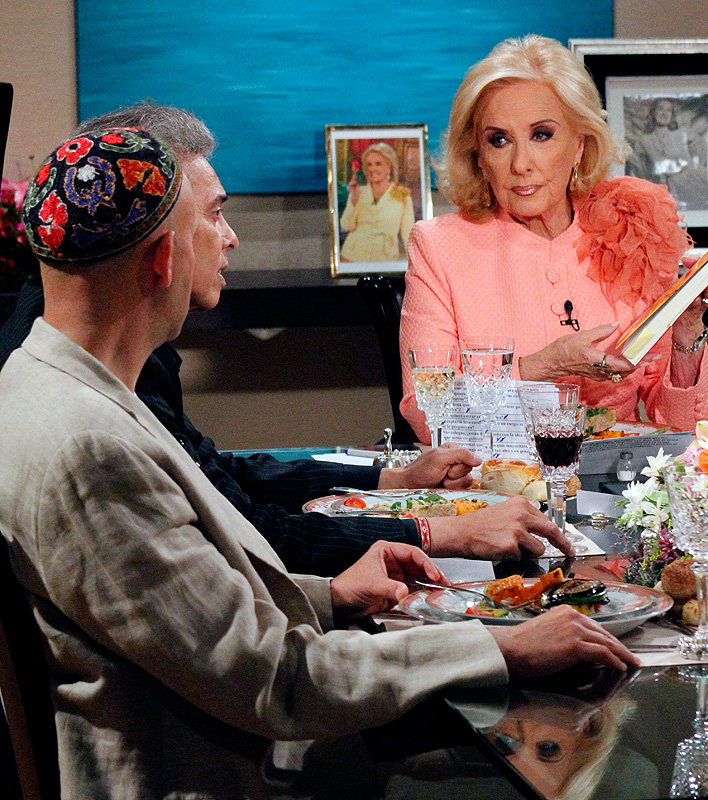
Legrand con Sergio Bergman y Jairo en uno de sus programas, 2010

El 12 de julio de 2010, en un programa dedicado al debate por la ley de matrimonio igualitario, se vio envuelta en una polémica mediática cuando le hizo una controvertida pregunta al diseñador Roberto Piazza: «Te voy a hacer una pregunta muy delicada: la pareja de homosexuales, suponte que adoptan a un chico, como tienen inclinaciones homosexuales, ¿no podría producirse una violación hacia su hijo?». Al día siguiente, se disculpó públicamente: «Hice un comentario desafortunado, realmente. Tuve una frase muy poco feliz, muy poco feliz, de la que me arrepiento. Le pido disculpas a Roberto Piazza también. No quiero repetirla porque es desagradable. Pido disculpas a la comunidad gay. No fue hecho con mala intención. Repito: fue un comentario absolutamente desafortunado. Pido humildemente disculpas. Espero que sepan disculparme». Luego de esa entrevista, Piazza jamás volvió a asistir a sus almuerzos y aún sigue recordando el episodio con resentimiento.
En febrero de 2011, realizó su última emisión de la temporada 42.ª —en la cual se reconcilió en vivo con la vedette Carmen Barbieri—. Una multiplicidad de medios gráficos señalaron que su horario televisivo iba a ser ocupado por el periodista Jorge Rial, presentador de Intrusos en el espectáculo. A pesar de que la actriz comentó: «Esto no es un adiós, es un hasta pronto», en abril de 2011, se hizo pública la noticia de su alejamiento del canal. Más tarde, Legrand comentó: «No vuelvo. Voy a disfrutar de la vida».
La presentadora de televisión también tuvo problemas en esos años por su abierta oposición al gobierno de Cristina Fernández de Kirchner, recibiendo amenazas y siendo víctima de agresiones por parte de militantes peronistas, quienes le lanzaron botellas durante algunas de las transmisiones al aire libre, organizaron protestas cerca de su casa y la acusaron de ser colaboracionista durante la última dictadura militar.
En 2012, Legrand retornó a la televisión con un protagónico en una miniserie de ficción titulada La dueña, transmitida por Telefe con la producción de Endemol. Significó su regreso a la actuación después de 46 años. En su primera emisión, el ciclo alcanzó un pico de 30 puntos de índice de audiencia y se convirtió en el programa más visto desde el comienzo del año. Tras concluir las grabaciones de la serie, en 2013, regresó a la televisión con sus almuerzos por América TV. En enero de 2014, firmó un nuevo contrato con El Trece y su ciclo de entrevistas pasó a ser emitido por ese canal con una emisión semanal los domingos. Además de ese ciclo, relanzó paralelamente por la misma emisora La noche de Mirtha, el cual se transmitía los sábados por la noche.

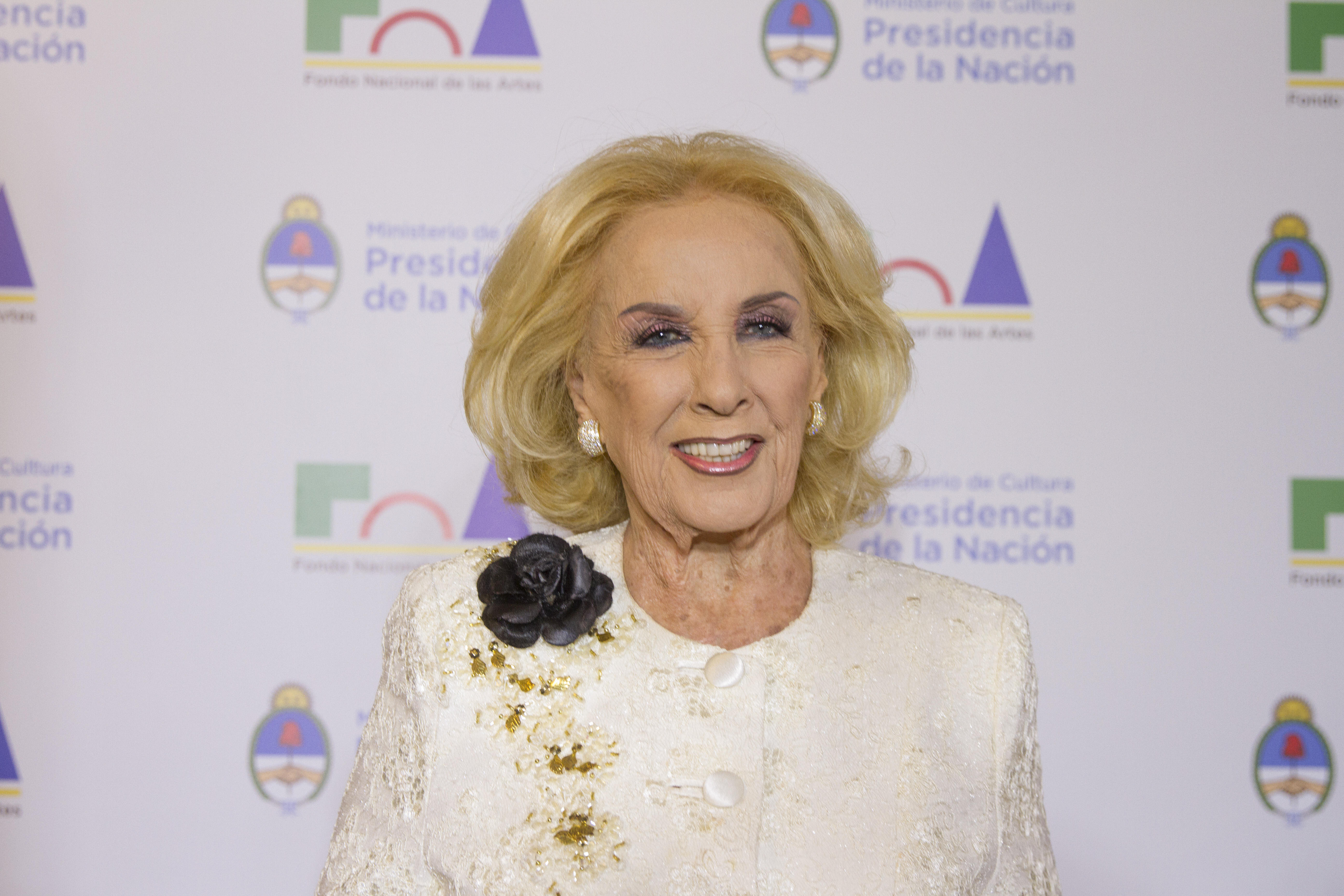
Mirtha Legrand en el Fondo Nacional de las Artes, 2017

 La exmodelo Natacha Jaitt aprovechó una invitación a La noche de Mirtha en marzo de 2018 para denunciar a personas del ambiente artístico y vincularlas a una organización que, entendía, lucraba con el abuso sexual de niños y adolescentes, especialmente en una residencia del Club Independiente. Si bien los aportes de la mediática resultaron insuficientes en el posterior proceso judicial, algunos analistas sostuvieron que su denuncia en el ciclo de Legrand estuvo vinculada a una operación de los servicios de inteligencia dado que ese día había acudido al programa con su «vestuarista» Ana Polero, vinculada a Eduardo Miragaya, un exmiembro de la SIDE. En 2019, Jaitt apareció muerta en su domicilio, aparentemente como consecuencia de un fallo multiorgánico.

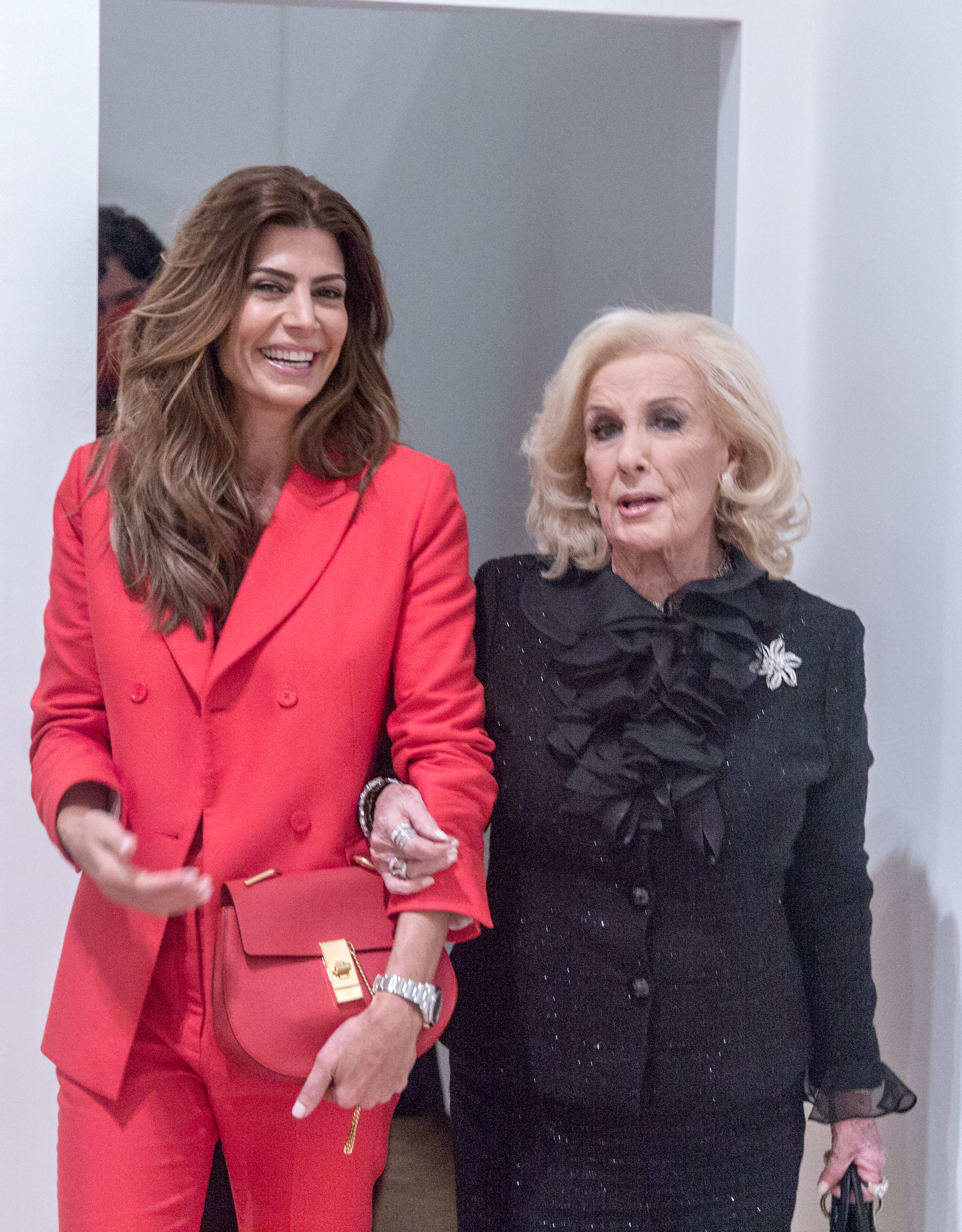
La primera dama Juliana Awada junto a Legrand en una exposición en el Museo Nacional de Bellas Artes, 2018

 Legrand fue una de las invitadas oficiales en el ex Centro Cultural Kirchner a la cena de honor brindada al presidente estadounidense Barack Obama y a la cena de gala a los Reyes de España en el marco de sus visitas a la Argentina en 2016 y 2019, respectivamente. También, fue una de las personalidades invitadas a la gala llevada a cabo en el Teatro Colón con ocasión del G20 y permaneció sentada a metros de Donald Trump y Vladímir Putin. Aunque nunca disimuló sus simpatías por el presidente Mauricio Macri, sentado en su mesa en calidad de presidente, no dudó en decirle: «Yo creo que ustedes no ven la realidad...».
Conforme fue envejeciendo y viendo morir a sus contemporáneos, sus inhibiciones fueron desapareciendo y se mostró más abierta a muchas inquietudes de la gente, a tal punto que hizo pública su edad. En 2018, a los 91 años, batió dos récords para el libro Guinness: uno por ser la presentadora activa de más edad del mundo y el otro por la duración de su programa Almorzando con Mirtha Legrand, cuya emisión de más de medio siglo constituye un hito único en el mundo.

#### 2020-actualidad: problemas de salud y disminución de la actividad
En 2022, se le concedió la Legión de Honor, la mención honorífica más elevada que el gobierno francés entrega a los extranjeros, en la Embajada de Francia en la Argentina, y al año siguiente, un artículo de Le Monde recogió su trayectoria en un artículo periodístico. En octubre de 2024, Legrand recibió por segunda vez el premio Martín Fierro de Brillantes —la primera vez fue en 2017, coronándose como la primera persona en recibirlo— en una ceremonia donde se reconoció como un «producto del cine argentino», arengó por la defensa del INCAA y recitó los primeros versos del Martín Fierro de José Hernández. En paralelo, fue homenajeada por la UBA en el marco de la segunda edición del Festival Internacional de Cine de Buenos Aires 2024 al recibir el doctorado honoris causa de la institución. Legrand se definió en esa oportunidad como una «leyenda» y defendió la educación publica en su discurso. En 2025, durante una puesta en escena de Mirtha, el mito, de José María Muscari, recibió la distinción de Personalidad Destacada de la Cultura por parte de la Secretaría de Cultura de la Nación. En esa ceremonia, Legrand manifestó: «Cuando me vaya de este mundo, no me olviden».
Aunque gozó de buena salud durante toda su vida, durante los últimos años sufrió algunos padecimientos que la obligaron a alejarse temporalmente de la conducción de sus almuerzos y a ser reemplazada por su nieta Juana Viale en varias oportunidades. En 2005, fue intervenida quirúrgicamente a causa de cálculos vesiculares y en 2006, fue operada de cataratas en el Instituto de Ojos. Fue operada de una fractura en el tobillo después de un accidente doméstico en 2014 y sufrió una fisura de costilla en 2023. En 2019, permaneció una semana internada luego de ser intervenida quirúrgicamente a raíz de una obstrucción intestinal y en 2021, más de diez días después de ser diagnosticada con una obstrucción coronaria, tras la cual le colocaron dos stents. En 2023, a los 96 años y por consejo de sus médicos, que le diagnosticaron una arritmia, se sometió a una cirugía para colocarse un marcapasos de última generación en el Sanatorio Mater Dei. En 2024, reveló que padece maculopatía y que se somete a un tratamiento recurrente con inyecciones en sus ojos. En junio de 2025, fue intervenida en el Sanatorio Agote a causa de una lesión cutánea en su mano.
A la edad de 98 años, Legrand continúa en plena actividad, tanto en Buenos Aires como en Mar del Plata —donde realiza su temporada de verano—, y si bien ha perdido un margen de audiencia considerable en los últimos años, principalmente por la aparición de nuevas plataformas, su edad y la desaparición paulatina de su generación, a marzo de 2025 su ciclo alcanza los 4,2 puntos de audiencia, siendo solamente superado por Pasapalabra de Iván de Pineda en Telefé.

## Filantropía
Mirtha Legrand ha participado en varias campañas solidarias, como la cena anual de la Fundación Hospital Materno Infantil Victorio Tetamanti (Fundami) —de la que es madrina honoraria—, para la cual realiza donaciones regulares. A su vez, ha participado regularmente de campañas televisivas como Un sol para los chicos, y de las cenas anuales a beneficio de la Fundación Margarita Barrientos y del Hospital Rivadavia.
Legrand es, además, presidenta honoraria de la Casa del Teatro y suele pedir ayuda para la institución, además de efectuar donaciones, entre las que se hallan ropa y objetos personales para subasta. También es madrina de la Fundación Dr. Juan A. Fernández —Hospital Fernández— que preside Miriam Bagó, para la cual realiza donaciones, se comunica con empresas para conseguir descuentos en aparatología, actúa como mediadora entre los enfermos y el hospital, y participa de la comida de gala anual que realiza el hospital para recaudar fondos.

## Vida personal

### Carácter y estilo

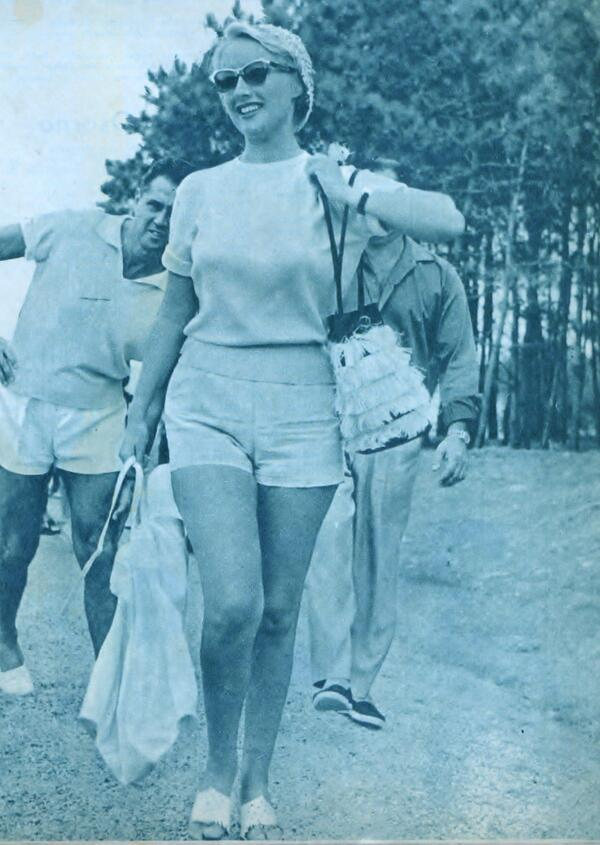
Mirtha Legrand durante una temporada en Punta del Este en los años de 1950, delante de su esposo Daniel Tinayre

Legrand es conocida por llevar una vida pública muy expuesta, brinda entrevistas con regularidad, se acerca a la vida de las celebridades y se interesa por la escena social. Viste ropa formal que va totalmente en contra de la convención en una era de informalidad y aparece permanentemente en público, por lo general en eventos, estrenos de teatro, entregas de premios, restaurantes, entrevistas, cenas benéficas y su propio programa. A pesar de su falta de celo por la privacidad, es cautelosa respecto a los asuntos que ciernen su vida privada y familia, pero disfruta de su fama y no le agrada que la prensa la ignore. De hecho, compartió en cámara desde la muerte de su hijo hasta los embarazos de su nieta y las diferencias con su hija. Sus inhibiciones respecto a ciertos temas sensibles como la edad y el vocabulario fueron desapareciendo conforme fue envejeciendo; Legrand se volvió mucho más abierta con el público. Se involucra en la producción de cada una de sus emisiones televisivas mediante sugerencias para los trabajadores de cámara o manifestando su opinión acerca de todo, desde el vestuario a la iluminación o la fotografía y el maquillaje.
La incansable energía y entusiasmo de Legrand por la vida se citan a menudo en biografías y se convirtió en la clave de su estatus de celebridad. Esa seguridad en sí misma viene acompañada de una tendencia a ser controladora y difícil; su hija Marcela llegó a afirmar que su peor defecto es la impaciencia y que, si bien es obsesiva e insistente, es una persona presente con su familia y amigos, que constituyen un pilar fundamental en su vida. Legrand se define a sí misma con una persona «gánica» y asegura que «la vida fue muy generosa conmigo», razonando: «Soy gánica, es cierto. A veces estoy bien, me duele algo y digo: "No, no, Chiqui, vamos adelante, fuerza"». Ocasionalmente, también realiza recorridos en auto por zonas necesitadas del país para saber cómo vive la ciudadanía.
La actriz vive en un piso de la avenida del Libertador con dos asistentes, Elvira y Mónica. Se levanta a las 10 UTC-3 y, mientras toma el desayuno, lee los diarios en su cama, incluso las secciones de quiebras, convocatorias y avisos fúnebres. Lleva una vida activa, según se informa hace ejercicios físicos a pesar de su avanzada edad, practica kinesiología dos veces por semana, escucha música y lee con regularidad. Mantiene una vida social activa, le agrada tomar el té con amigos y estar informada, y permanece hasta altas horas de la madrugada estudiando las vidas de sus invitados. Viaja con regularidad y suele alentar a sus colegas con su presencia en estrenos teatrales. Tiene un alto sentido de la moral, es una ferviente católica y se mostró opositora a la despenalización del aborto. A Legrand le gusta caminar con zapatos de taco, cambiar de vestuario varias veces en los eventos a los que asiste y vestir ropa de diseñadores, entre los que destacan Iara y Gino Bogani. Fuera de pantalla, suele mostrarse de la misma forma que en escena, llegando a decir que no sabe caminar con zapatillas y mostrándose reacia a las actividades hogareñas. Manifestó en una entrevista que condujo su vehículo hasta 2012, cuando contaba con 85 años.
En una oportunidad, se definió a sí misma de la siguiente manera:

«Nunca me sentí acomplejada por cumplir años. Soy una mujer demasiado especial. Tengo pudor de mis sentimientos y no me gusta mostrar ciertas cosas. Cuando me miro en el espejo lo que siento es, posiblemente, admiración. Todo lo que hice fue porque soy una gran luchadora. No me arrepiento de nada. Yo diría que soy una elegida por Dios, que me convirtió en Mirtha Legrand. Más que una actriz soy toda una personalidad. Me gusta seducir tanto a mujeres como a hombres. Transmito buena energía y doy buena suerte a la gente que está a mi alrededor. Me gusta la gente bien arreglada, la gente bien. Nunca me he destacado por ser una excelente actriz: no tengo escuela teatral. Me gusta brindar con champán y comer caviar... aunque más me gusta la langosta. Me encantan las alhajas, los autos lindos, la buena ropa y las buenas casas. En Madrid soy famosísima. Una vez, en París, nos encontramos con Carolina de Mónaco, una chica amorosa que estaba extrañada de que los fotógrafos me persiguieran tanto a mí como a ella. En una tienda de Estados Unidos yo he llegado a decirle a una empleada: "Ay, señorita, si usted supiera... ¡yo en mi país soy tan conocida!"».
Mirtha Legrand

### Relaciones y matrimonio

#### Julio Albar Díaz
Legrand conoció a un joven cordobés, Julio Albar Díaz —dos años mayor—, en 1944 en un evento en el Jockey Club de Córdoba, a donde viajaba regularmente para visitar a su hermana. Existen registros de un evento social de presentación oficial, fotos de ambos y una entrevista donde dejó en claro que iba a culminar con sus labores en el mundo artístico para abocarse a las «tareas del hogar», dado que Díaz no quería que continuara con su profesión de actriz.
Un año después, cuando tenía 17 años, se comprometió y anunció su retiro «definitivo» de la escena. En un reportaje a Cine Argentino, señaló: «Soy feliz, el amor nos ha conducido por su ruta encantada. Yo sabía que lo hallaría y ya ve... tengo tanto que agradecer a la vida. Hasta ahora nada me ha negado». El mismo artículo reseñó que «el señor Albar Díaz, estudiante universitario, escritor, hombre de inquietudes, ha llegado al corazón de Mirtha Legrand y ella ha llegado al corazón de él, en la fantasía de sus bellas juventudes. Y serán felices porque son capaces de entender las verdaderas efusiones del cariño». Albar Díaz estaba cumpliendo el servicio militar como subteniente de reserva y Legrand debía cumplir unos compromisos laborales antes de abandonar su carrera, entre ellos, una temporada teatral en el Teatro Politeama con Luis Sandrini y unas películas. La actriz viajó a Buenos Aires para filmar Cinco besos (1945), bajo la dirección del director Luis Saslavsky, y durante el rodaje conoció a Daniel Tinayre, tras lo cual rompió su compromiso con Albar Díaz.
Tras la disolución de su noviazgo, Legrand continuó por varios años en contacto con una hermana de Albar Díaz, a quienes todos conocían como «Nena». Albar Díaz, por su parte, contrajo matrimonio en su provincia natal y formó una familia numerosa.

#### Daniel Tinayre

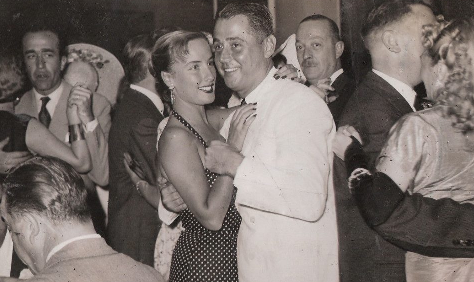
Legrand bailando con Daniel Tinayre en 1951

En 1945, durante el rodaje de Cinco besos, conoció al director de cine francés radicado en Argentina Daniel Tinayre (1910-1994), y quedó impresionada por su aspecto «bronceado» y sus «dientes blancos». Tinayre, por su parte, le envió un ramo de 24 rosas rojas y una tarjeta que decía: «Hoy ha sido un día inolvidable porque la he conocido». Se besaron por primera vez en el departamento de Palermo donde ella vivía, ubicado frente al Jardín Botánico, y se casaron cinco meses después de conocerse, cuando ella tenía 19 años y él, 36. Luego de una accidentada boda civil —la pareja chocó el auto del juez minutos antes de ingresar a la boda—, Legrand se casó por iglesia el 18 de mayo de 1946 en la Iglesia de San Martín de Tours, vestida de negro. El hecho generó tanta repercusión que la revista Radiolandia —que alcanzó a vender 40 000 ejemplares con ocasión del evento— compró los derechos para tener en exclusiva todos los detalles y características de la boda. Tinayre rediseñó su carrera, alentó un cambio en su imagen, la despegó de las comedias ligeras y la impulsó a encarar papeles más audaces. En una edición de la revista Gente de octubre de 1992, hizo pública una crisis matrimonial debido a infidelidades por parte de Tinayre y admitió su deslumbramiento por un hombre al cual se negó a mencionar. En un reportaje de abril de 1995 a la revista Viva, admitió que dormían en habitaciones separadas.

«[...] por mi afán de perfeccionista fui dejando un poco de lado a mi familia y mis afectos. Siempre quise leer, estar informada, actualizada [...] Me siento un poco culpable porque, para poder hacer eso, les robé horas de atención a mis seres queridos».
Mirtha Legrand

Mientras permanecía internado en terapia intensiva, Tinayre le dijo a su esposa: «Chiquita, el lunes hacé el programa», aunque Legrand tardó quince días en regresar a su ciclo después de su fallecimiento; por otro lado, también le encomendó a Carlos Rottemberg —productor de Legrand entre 1990 y 2011—: «Cuidala». En octubre de 1994, falleció a los 84 años a causa de hepatitis B. Siempre se refirió a Tinayre como «el hombre de su vida» y, al retornar a sus almuerzos luego de su muerte, se hizo presentar como la «señora Mirtha Legrand de Tinayre».

### Familia

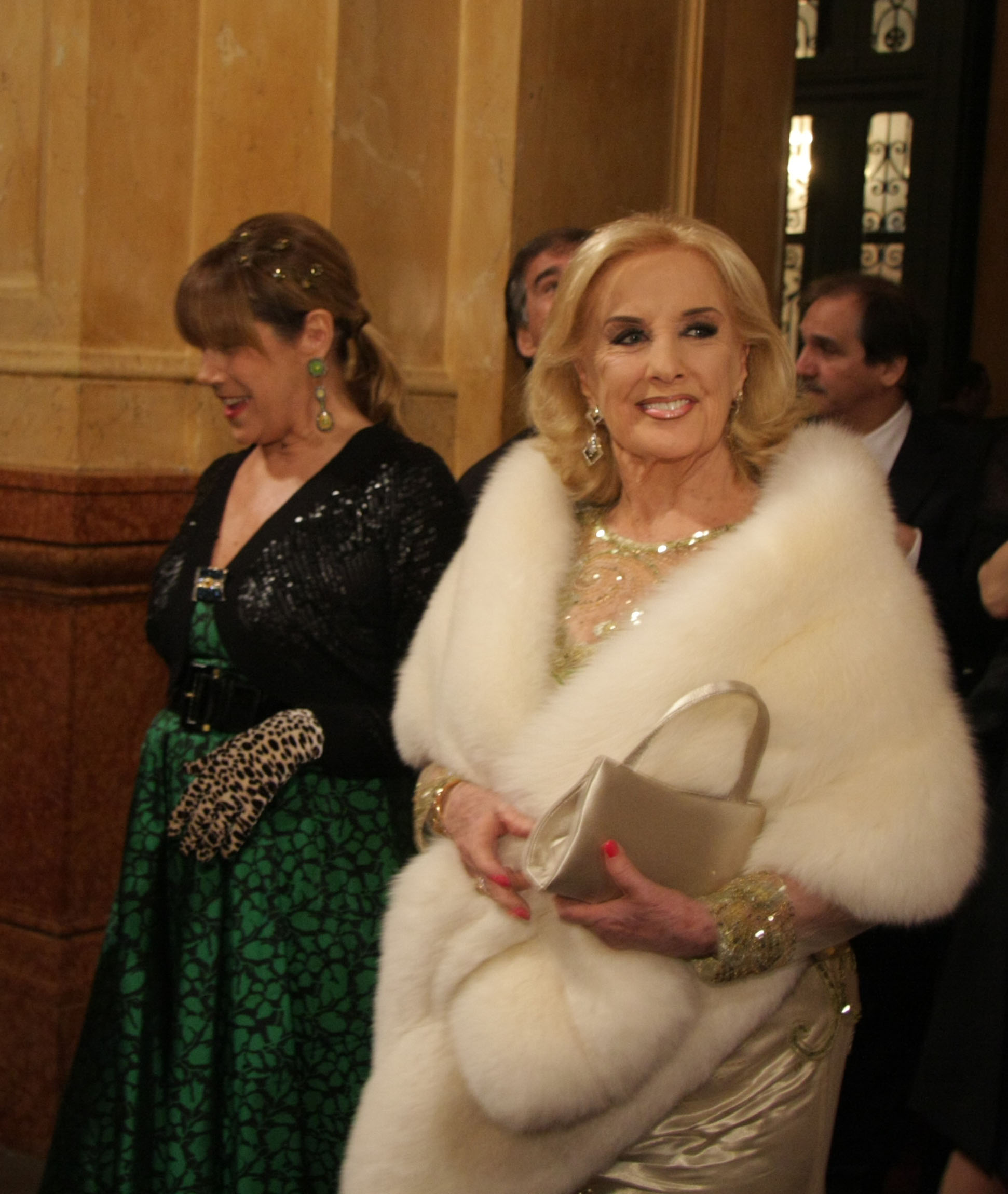
Mirtha Legrand asistiendo junto a su hija Marcela a la reapertura del Teatro Colón, mayo de 2010

El matrimonio Tinayre-Legrand tuvo dos hijos: Daniel Andrés (1948-1999) y Marcela Tinayre (n. 1950). Su hija Marcela ejerció como presentadora radial y televisiva muchos años, y tuvo tres hijos: la actriz, modelo y conductora Juana Viale y el productor televisivo Ignacio «Nacho» Viale, producto de su matrimonio con Ignacio Viale del Carril, y más tarde en el tiempo, a Rocco Gastaldi, fruto de su unión con Marcos Gastaldi. Su bisnieta, Ámbar De Benedectis —hija de Juana Viale—, incursiona como modelo. Su sobrina, Mónica Legrand —hija de Silvia—, protagonizó la película Evangelina de Kurt Land. Su hermano fue el director de cine José Martínez Suárez (1925-2019), de cuya filmografía destacan El crack (1960) y Los muchachos de antes no usaban arsénico (1976), y su hermana gemela fue la actriz Silvia Legrand (1927-2020), que se alejó del espectáculo en 1944 para casarse con el coronel Eduardo Lopina, lo que ocasionó una verdadera conmoción, aunque luego retornó con algunas apariciones más en cine en los años de 1960 y 1970.
En abril de 1999, su hijo Daniel (h) murió a causa de un cáncer de páncreas con tan solo 51 años sin dejar descendencia. El deceso de su marido y su hijo en poco menos de cinco años significaron un duro trance para Legrand, que consideró en abandonar su carrera. La relación con su hijo siempre fue conflictiva, ya que él no se sentía en absoluto atraído por la vida pública y, además, pertenecía al colectivo LGBT. Abrió una veterinaria junto a su socio y pareja hasta el día de su muerte, Roberto Gerosa, y durante sus últimos tiempos de vida, Legrand lo llevó a vivir consigo para cuidarlo y atenderlo en su enfermedad.

«Pienso en la muerte. El que dice que no lo hace, miente. Pero no tengo miedo de morirme; soy católica. Eso sí: me daría mucha pena, porque no quiero dejar a mis seres queridos. Gracias a Dios tengo salud y me cuido bastante. Además creo en el destino. Está todo marcado».
Mirtha Legrand

### Desaparición de su sobrina durante la dictadura
En 2010, durante uno de sus programas en vivo, Legrand confesó que su sobrina María Fernanda Martínez Suárez y su pareja, Julio Enzo Panebianco, habían sido detenidos-desaparecidos durante la última dictadura cívico-militar argentina. Panebianco, militante de la Juventud Peronista, fue asesinado en un enfrentamiento fraguado en 1977 y enterrado como NN en el cementerio de la Chacarita, tras lo cual sus restos fueron exhumados por el Equipo Argentino de Antropología Forense. Mediante una intervención de Legrand con el ministro del Interior, Albano Harguindeguy, logró que su sobrina apareciera con vida 48 horas después de su detención. María Fernanda admitió haber permanecido en ese período en el centro clandestino Club Atlético. En 1984, dio testimonio ante la Comisión Nacional sobre la Desaparición de Personas (CONADEP), donde confesó que había estado en una dependencia militar, y en 2009, volvió a ofrecer declaraciones en el juicio a Jorge Olivera Róvere y otros exjefes porteños de áreas militares.

«Al muchacho lo torturaron muchísimo. Julio se llamaba, nunca más supimos de él. Es la primera vez que lo cuento. Yo pedí ayuda a quien era interventor de Canal 13 en ese momento, y no me brindó ayuda por temor, porque todo el mundo tenía miedo de comprometerse. El Canal 13 estaba en manos de la Marina, y entonces recurrí a un general de la Nación a quien circunstancialmente habíamos conocido. Lo llamé al general Harguindeguy, conseguí el teléfono y lo llamé, le expliqué de qué se trataba. El marino me había dicho: «Ni te metas, ni te metas por favor, esto es peligrosísimo». Pero gracias a que yo era conocida y famosa pude salvarla, porque cuando la liberaron le dijeron: "Te salvaste porque sos la sobrina de Mirtha"».
Mirtha Legrand

Luego de sus declaraciones, recibió críticas adversas y, de hecho, el legislador Raúl Fernández presentó un proyecto para quitarle su distinción de Ciudadana ilustre de la Ciudad de Buenos Aires, que había recibido en 2007. Poco después, fue nuevamente criticada cuando aparecieron fotografías pertenecientes a una edición de la revista Gente de los años ochenta en compañía de los militares Alfredo Astiz y Emilio Massera en una reunión. En 2010, admitió que «no tenía nada que ver» con la dictadura y calificó a las imágenes como una «trampa tendida por un fotógrafo», al igual que la ocasión en la que se encontró «accidentalmente» con Massera. En marzo de 2011, conmemorándose el 35.º aniversario del comienzo de la última dictadura cívico-militar en Argentina, una agrupación kirchnerista realizó un escrache en contra de algunos periodistas, presentadores de televisión y empresarios a quienes acusaron sin pruebas fehacientes de colaborar con la dictadura, entre ellos Mariano Grondona y la propia Legrand.

## Personalidad pública, permanencia y opiniones políticas

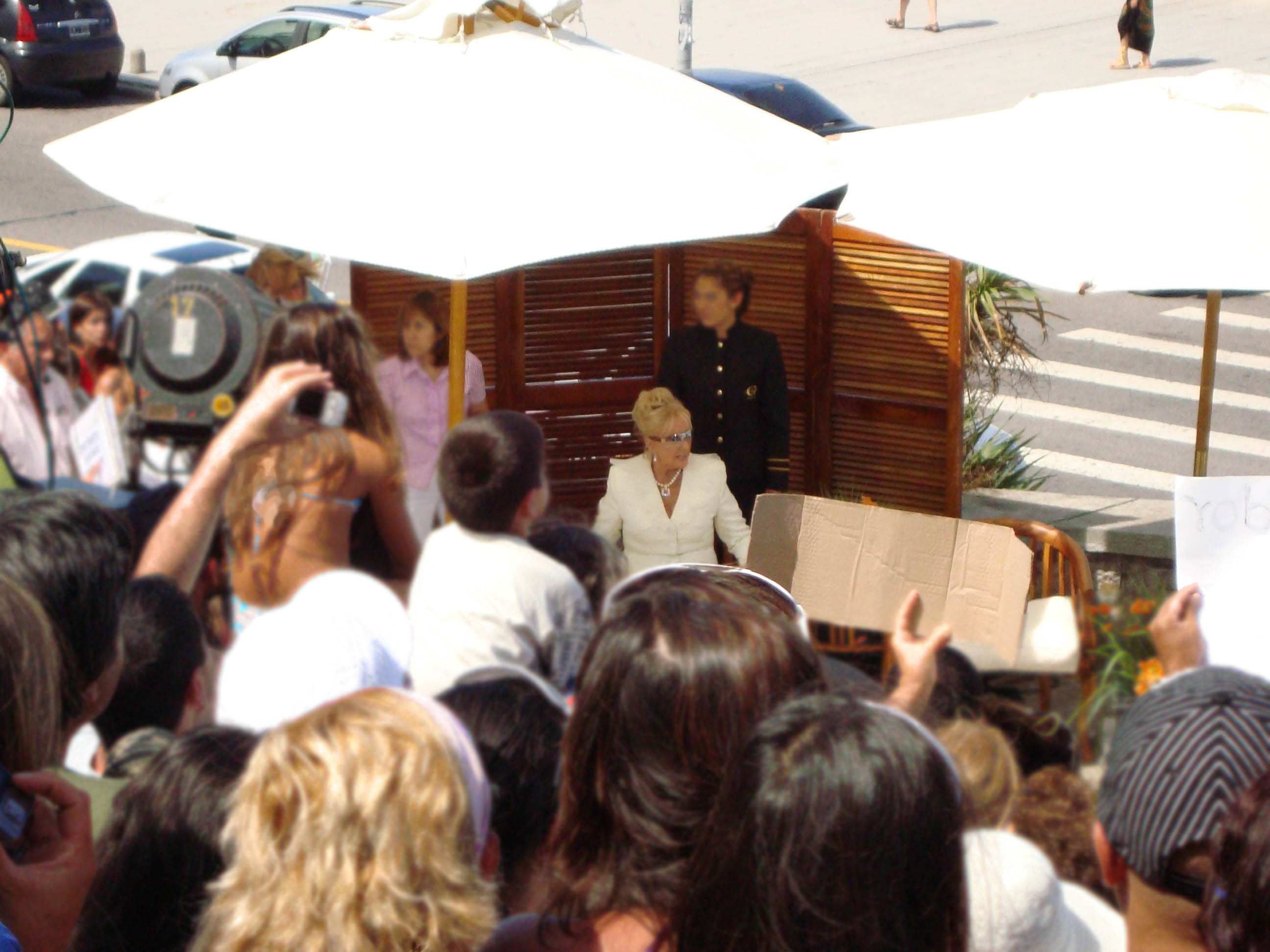
Legrand rodeada de público durante su temporada de verano en Mar del Plata, 2009

La autora Lidia Borda coincidió, al igual que Abel Posadas, en que el declive cinematográfico de Legrand tuvo lugar al mismo tiempo que su nacimiento como figura televisiva de la mano de Alejandro Romay. Su programa mantiene un récord único de permanencia de 58 años al aire, con interrupciones mediante, y pasó por todos los canales —excepto Telefé—. Los pocos intentos de competencia con programas similares que se sucedieron en 1973, como Almorfando con la Chona por Canal 11, o las dos propuestas de Romay con la vedette Nélida Lobato y el locutor Orlando Marconi, no lograron emular el éxito de la propuesta original. El ciclo se emite en la actualidad por Canal 13 con dos rótulos distintos pero bajo la misma fórmula de entrevistas alrededor de una mesa presidida por ella: La noche de Mirtha y Almorzando con Mirtha Legrand.
La adecuación de Legrand en la televisión a través del tiempo constituye un caso único, ya que otras figuras de su época —incluso con mayores condiciones actorales— intentaron insertarse en el nuevo medio y no consiguieron más que roles marginales en comparación con su éxito cinematográfico, tal fue el caso de Tita Merello y Niní Marshall. En sus almuerzos, Legrand no interpretó diferentes personajes ficcionales, sino más bien continuó, desde su rol simultáneo de anfitriona, entrevistadora y presentadora, el papel que mejor interpretó en cine, el de ingenua y ama de casa, al que se le adicionó el rol de «estrella» o «diva». La escenografía, cuidadosamente ambientada por su esposo hasta su muerte en 1994, no imitaba ninguna otra escenografía televisiva y emulaba una casa de la alta burguesía, asociada al estilo de vida de las viejas estrellas: columnas con molduras, sillones, vitrinas con fotos, cuadros, arañas, la presencia de mucamas y arreglos florales, y un vestuario que incluía pieles y joyas costosas. Las autoras Gabriela Fabbro y Miriam Kriger señalaron que existe un cierto anacronismo en esa presentación de programa y que parte de su atractivo radica en la nostalgia que despierta, como así también en el relato de la protagonista, que se autodefine como la «última» de una generación y una «leyenda» que se resiste a desaparecer. Borda señaló que el único de esos símbolos que debió abandonar por cuestiones de edad fue la escalera, frecuente en las películas de los años de 1940, donde la protagonista descendía desde una toma que la enaltecía. La sensibilidad y el llanto recurrente ante cuestiones que la movilizan también alude al viejo melodrama cinematográfico.
Sin embargo, la peculiar combinación de rasgos que aluden al pasado y elementos que remiten a tendencias actuales se verifica en la injerencia de la presentadora en el mundo político a partir de los años de 1990, luego de su inconveniente con los radicales, en un contexto denominado por Valerio Fuenzalida como «farandulización de la política». Desde entonces, aunque antes también —en 1978 dijo que «hay una campaña antiargentina organizada en Europa»—, la presencia de la temática política en su mesa fue cada vez más notoria. Carlos Menem fue el primer presidente entrevistado por Legrand en diciembre de 1990, cuando ambos elogiaron la gestión de Augusto Pinochet en Chile, al que le siguieron Fernando de la Rúa, Raúl Alfonsín, Eduardo Duhalde, Néstor y Cristina Kirchner —que nunca asistió en calidad de presidenta—, Mauricio Macri, Alberto Fernández y Javier Milei. Una reseña de DirecTV señaló que «Mirtha Legrand mantiene una charla distendida con invitados del ámbito de la política, el espectáculo, la música y el deporte, en un marco pleno de elegancia y distinción, sello indiscutible de la conductora». Aún así, los invitados tienden a someterse a su control de la conversación, que circula en cada una de sus preguntas que alegan «lo que la gente le pide» que pregunte, lo que hace que uno de los principales atractivos del programa sea precisamente lo inesperado de los interrogantes incómodos o la ocasional ruptura de la armonía entre los comensales.

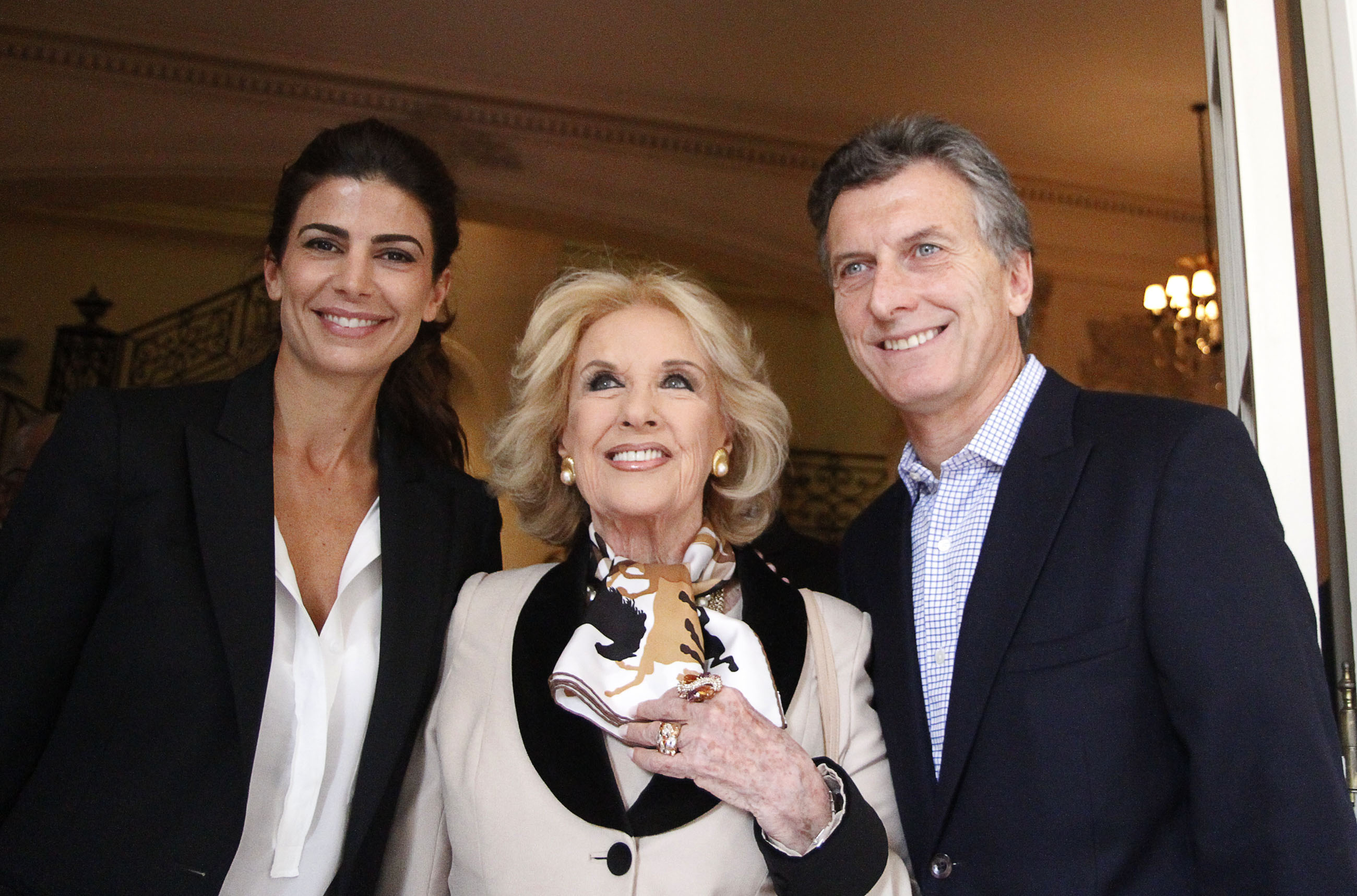
Juliana Awada, Legrand y el entonces jefe de gobierno de Buenos Aires, Mauricio Macri, en una recepción con motivo de un nuevo aniversario de la República Italiana en la Embajada de Italia en Argentina, 2013

A pesar de que una nota de la revista Primera Plana (15-8-67) demostró que la actriz integró la institución que Evita creara con la intención de crear un puente entre la cultura y la política, el Ateneo Cultural Eva Perón, Legrand es bien conocida por sus posturas políticas conservadoras, además de sus comentarios rotundos y mordaces. Crítica del gobierno de de la Rúa, pero sobre todo del kirchnerismo, donde llegó a obstinarse en caracterizar al gobierno de Cristina Fernández de Kirchner de «dictadura», luego se posicionó de manera férrea a favor de Cambiemos, aunque más tarde también manifestó sentirse defraudada por ese partido. Una y otra vez se escuchaban en los cortes de programación fragmentos de «Todo cambia», de Julio Numhauser, en versión de Mercedes Sosa, en los albores de la elección presidencial de 2015 que consagró a Macri como presidente, a punto tal de que el hijo de la cantante, Fabián Matus, debió quejarse públicamente por la distorsión del sentido original que la producción de Legrand hacía del tema musical. Sus opiniones políticas abiertas le valieron desplantes de muchos de sus invitados, entre ellos Gerardo Romano, Pamela David, Damián De Santo y Florencia Peña, pero a su vez, llegó a confesar que «a mí me gusta la discusión, el programa tonto, light no me gusta», y ha recibido críticas por su falta de límites al espetar preguntas del estilo de «¿Quién le hizo la carita?» a la abogada Fernanda Herrera.

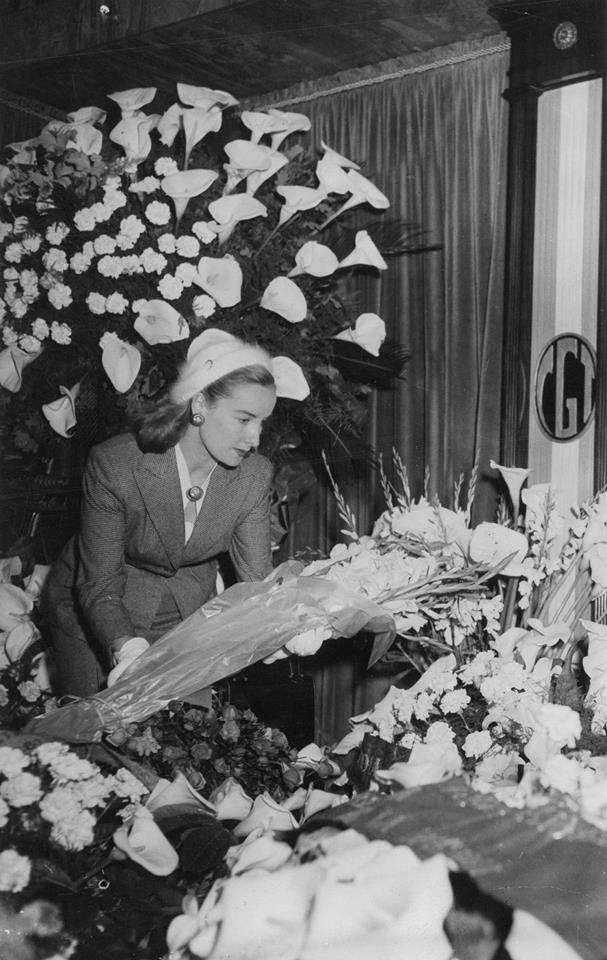
Legrand depositando un ramo de flores durante el funeral de Eva Perón, 1952. La actriz integró el ateneo cultural fundado por la Primera Dama

Tiene un peso considerable en la opinión pública y ha mantenido posturas contradictorias respecto a temas sensibles como la ley del matrimonio igualitario. Promovió su debate inicialmente con invitados como el estilista Roberto Piazza, el productor y director Pepe Cibrián Campoy, Gabriel Rolón y las políticas conservadoras Liliana Negre de Alonso y Cynthia Hotton el 12 de mayo de 2010. En el programa, Legrand dijo públicamente que estaba a favor de la ley, y a la pregunta «¿calle o Pepe?» que Cibrián lanzó a Hotton y Negre de Alonso, con lo que las instaba a elegir si preferían dejar a niños huérfanos en la calle antes de permitir que él los adoptara, Legrand tomó posición por «Pepe». Sin embargo, dos meses después, le preguntó al propio Piazza en otra entrevista si los niños varones adoptados por homosexuales corrían riesgo de ser violados, aunque rápidamente pidió disculpas. A pesar de eso, participar del programa de Legrand es consideración para sus comensales de «haber llegado», ya que las entrevistas tienen una gran posibilidad de reduplicarse en los medios al día siguiente o viralizarse simultáneamente en las redes.

## Legado y recepción
Gabriela Fabbro, una de las pocas autoras que compuso un estudio académico sobre la actriz, concluyó en 2011 que Legrand atravesó «diferentes estadios a través de sus películas (ingenua primero; mujer pícara más tarde; personaje contestatario y de denuncia después) y no azarosamente creemos que las mismas etapas se fueron dando a lo largo de los cuarenta y dos años en que su programa está en el aire. Primero ingenua, luego frívola, y finalmente, como la representante de un público que se expresa a través de ella, que se anima a preguntar lo que nadie, que denuncia y protesta». En ese sentido, Abel Posadas señaló que la carrera de Legrand, como emblema de las comedias blancas, estaba destinada a derrumbarse como sucedió con su contemporánea María Duval; no obstante, como símbolo, su característica principal es la resistencia a la desaparición. A modo de balance, lamentó que su imagen de farsante en cine no haya sido debidamente recordada dado que su larga carrera televisiva se encargó de opacarla. Destacó sus películas posteriores a El retrato y añadió que, junto con Graciela Borges, fueron las únicas actrices de antaño del cine argentino que sobrevivieron al postmodernismo y lograron insertarse en la televisión con éxito. Si bien fue premiada en cine, su labor actoral no fue justamente reconocida, quizá porque la comedia es considerada un género menor. En su rol de comediante, la definió como «imbatible» en La vendedora de fantasías y destacó sus papeles de farsante en Vidalita, Esposa último modelo y El amor nunca muere, como así también sus intervenciones en La pequeña señora de Pérez y El espejo. Como actriz durante la denominada Época de Oro del cine nacional —período en que se realizaron una gran cantidad de películas exitosas—, se convirtió en un ícono de las comedias blancas y popularizó los roles de ingenua.
Su declive cinematográfico coincidió el nacimiento de su exitosa carrera televisiva. Como presentadora de televisión introdujo un formato inédito para la época y, hasta la actualidad, Almorzando con Mirtha Legrand es uno de los programas más duraderos del mundo con más de 50 años de permanencia, a pesar de que durante años se transmitió al mediodía en un horario poco convencional. Logró una familiaridad y empatía con el público que la acercó a nuevas generaciones que desconocían su previa carrera como actriz en 36 películas. Altamente competitiva, aún cuando las demás actrices de su generación murieron o se encuentran retiradas, Legrand tiene una necesidad permanente de estar en contacto con su público, lo que Posadas equiparó a una «adicción». Y en ese sentido citó una frase de la propia Legrand a sus seguidores: «No podrán decir que no les he dado mi vida». La propia presentadora dijo en una oportunidad: «Yo, a esta altura de mi vida, no trabajo por el dinero ni por el rating. Trabajo para estar en comunicación con la gente, para que me vean, para gustar, para atraer. Sé que fui perdiendo audiencia... pero tengo mi público. Me he aggiornado, estoy al día, cuido mi físico y soy valiente preguntando». En su ciclo televisivo fueron entrevistadas una gran cantidad de personalidades nacionales e internacionales como Rocío Jurado, Libertad Lamarque, Íngrid Betancourt, Celia Cruz, Rita Hayworth, Gabriela Spanic, Nati Mistral, Sandro, Mercedes Sosa, Alain Delon, René Favaloro, Charly García, Geraldine Chaplin, Ernesto Sabato, Guy Williams, Antonio Banderas, Les Luthiers y hasta mandatarios como Raúl Alfonsín, Carlos Menem, Eduardo Duhalde, Hugo Chávez, Cristina Fernández de Kirchner y Néstor Kirchner. Conocida por su elegancia y vitalidad, se convirtió en una formadora de opinión a tal punto que las crónicas de sus almuerzos con candidatos políticos en vísperas de campaña son habituales en los periódicos argentinos. De acuerdo con el sociólogo Juan José Sebreli, el motivo de su éxito radica en que «tiene dotes innatas similares a las de un líder político». Analizando su estilo incisivo para preguntar y su capacidad de readecuarse a lo largo de los años, la autora Fernanda Longo relató «que si algo diferencia a la Legrand del resto de las grandes de su época es su capacidad para reinventarse, adaptándose a distintos lenguajes siempre en sintonía con el público».
El historiador Felipe Pigna la definió como «una anfitriona. Es difícil invitar gente y que se sienta a gusto, y, a la vez, que sepa que en cualquier momento viene "la pregunta incorrecta". Hay que saber hacerlo, se requiere mucho oficio. A esta altura, ejerce el periodismo muy bien». Por su parte, el autor y presentador radial Alejandro Dolina destacó la permanencia y la forma en que Legrand se ha mantenido a lo largo de los años: «No cambió su imagen, su forma de hablar, el sistema del programa. Mejor todavía, no buscó escándalos, la televisión es cada vez más escandalosa, necesita despertar en el televidente la pregunta "¿hasta dónde llegarán?"». El periodista Mariano Grondona comentó que «Mirtha se puede analizar desde dos puntos de vista: uno como el mito, el fenómeno mediático, por su gran belleza... un impacto en la sociedad. El otro que quiero destacar es la profesionalidad. Es una persona informada, que lee los diarios, que está al tanto de todo. Asume su rol con mucha responsabilidad».
El escritor Ernesto Sabato en su novela Abaddón el exterminador, publicada en 1974, creó un diálogo ficticio entre el periodista Quique y sus interlocutoras: «Pero me voy, chicas, que debo hacerle un reportaje a Mirtha Legrand sobre peinados». Luego de terminado el diálogo, el personaje dice, trayendo a colación un romance presunto entre Legrand y el boxeador Ringo Bonavena: «Tengo que averiguar si es que entre Mirtha Legrand y Bonavena hay romance o si como ha repetido Mirtha: "Entre Ringo y yo no hay más que una buena amistad"». En otra parte del libro, Sabato mencionó a Legrand con su apodo de «Chiquita».
Si bien Legrand perdió audiencia en los últimos años —lo cual manifestó públicamente—, todavía continúa siendo una de las artistas más influyentes y reconocidas de Argentina. Es una primera figura del espectáculo en Argentina desde hace más de ochenta años y ha obtenido 27 premios Martín Fierro, un récord solo superado por Susana Giménez. Clarín publicó el 17 de mayo de 2001 que ser Mirtha Legrand significa «a) estar siempre perfecta, maquillada, bien vestida, elegante; b) decir cada tanto que su carrera es milagrosa y que su programa trae suerte; c) dominar el arte de comer frente a cámaras; d) anunciar cada año que termina Almorzando con Mirtha Legrand». En una encuesta de 2005 realizada por CEOP a 504 personas sobre los artistas más queridos del país, Legrand obtuvo el quinto puesto con el 8,2 % de los votos. Muchas de las frases célebres de Legrand entraron en la jerga popular argentina, como: «Recuerden, todo lo que no es puede llegar a ser. Como te ven, te tratan. Y si te ven mal, te maltratan», que mencionaba al finalizar cada emisión de Almorzando con Mirtha Legrand, «Rosas rococó rosadas», y «¡Carajo, mierda!» —que pronunció en una tensa discusión con su marido en una tanda de su programa—.

### Tributos y caracterizaciones
La sala principal del Complejo Tita Merello —cerrado desde 2020— lleva su nombre. En 2023, se inauguró una estatua con la efigie de Legrand en su pueblo natal, Villa Cañás. La sala del Teatro Regina, ubicada en la Casa del Teatro, fue designada con su nombre en 2019. En 2024, el gobernador de Chubut, Ignacio Agustín Torres, reveló que un pingüino de la Patagonia fue bautizado Mirtha Legrand, y su seguimiento y estudio se hace a través de la incorporación de tecnología de avanzada para reconocer sus hábitos de supervivencia. A modo de homenaje, en 2025, José María Muscari estrenó un espectáculo musical, Mirtha, el mito, en el Palacio Libertad. A su vez, fue interpretada por la joven actriz Lola Poggio en un capítulo de la serie Argentina, tierra de amor y venganza (2019), transmitido por Canal 13, que recreó el momento en que la actriz llegó de su Villa Cañás natal a Buenos Aires para probar suerte en el mundo del espectáculo. En conmemoración a su 98º cumpleaños, el área de cine del Palacio Libertad lanzó un ciclo titulado Bajo un mismo rostro con una serie de películas protagonizadas por Legrand para celebrar su trayectoria cinematográfica.

### Premios y reconocimientos

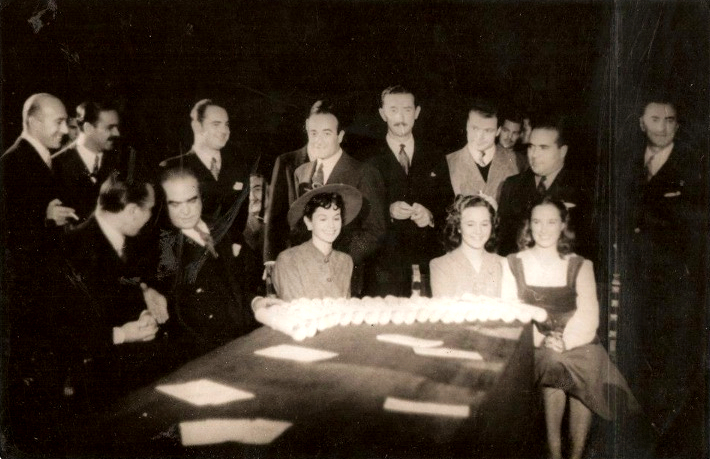
Primera entrega de los premios de la Academia de Artes y Ciencias Cinematográficas de la Argentina (1941-1955). Entre los retratados se encuentran Orson Welles, Enrique Muiño, Delia Garcés, María Duval y Mirtha Legrand (sentados), y Mario Soffici, Luis Saslavsky, Francisco Mugica y Sebastián Chiola (de pie)

| - Mención especial de la Academia de Artes y Ciencias Cinematográficas de la Argentina (1941) - Premio a la mejor actriz de la Academia de Artes y Ciencias Cinematográficas de la Argentina (1944) - Premio Cóndor de Plata a la mejor actriz (1945) - Premio a la mejor actriz de la Academia de Artes y Ciencias Cinematográficas de la Argentina (1952) - Premio Konex (1981) - Premio San Martín de Tours (1984) - Premio Konex (1991) - Mención Estrella de Mar a la trayectoria (1991) - Mujer del Año (1992) - Premio Pablo Podestá a la trayectoria (1994) - Mención del Festival de la Mujer y el Cine a la trayectoria (1994) - Premio Cóndor de Plata a la trayectoria (1997) - Premio Konex de Platino (2001) - Premio Clarín Espectáculos a la trayectoria (2004) - Segundo premio Estrella de Mar a la trayectoria (2006) - Llaves de la Ciudad de Punta del Este (2006) - Premio Domingo Faustino Sarmiento a la trayectoria en el Senado de la Nación Argentina (2007) | - Premio Florencio Sánchez a la trayectoria (2008) - Premio CILSA al Compromiso Social (2010) - Premio de la Asociación Amigos del Teatro Nacional Cervantes (2011) - Premio Tijera de Brillantes de La Cámara Argentina de la Moda (2013) - Premio Tato como Programa de Interés General (2016) - Premio Fund TV de Oro (2016) - Premio Estrella de Mar de Platino (2017) - Mención Especial de los Premios Konex (2017) - Llave de la Ciudad de Villa Cañas (2018) - Premio María Elena Walsh (2019) - Premio Flor de Mujer (2022) - Orden Nacional de la Legión de Honor de Francia (2022) - Premio Don Manuel Álvarez Argüelles por el Día del Periodista (2023) - Premio Sur a la trayectoria Cinematográfica (2023) - Doctorado honoris causa de la Universidad de Buenos Aires (2024) |

## Filmografía

### Cine
| Año  | Título                          | Papel                            | Notas               |
| ---- | ------------------------------- | -------------------------------- | ------------------- |
| 1940 | Hay que educar a Niní           | Alumna                           |                     |
| 1941 | Novios para las muchachas       | Ángela                           |                     |
| 1941 | Los martes, orquídeas           | Elena «Elenita» Acuña            |                     |
| 1941 | Soñar no cuesta nada            | Mirta «Trencita» Rodelli         |                     |
| 1942 | Adolescencia                    | Elvira Cárdenas                  |                     |
| 1942 | El viaje                        | Alicia Castro                    |                     |
| 1942 | Claro de luna                   | Mirtha Aguire                    |                     |
| 1943 | El espejo                       | Alicia Garibaldi                 |                     |
| 1943 | Safo, historia de una pasión    | Irene Benavídez                  |                     |
| 1944 | La pequeña señora de Pérez      | Julieta Ayala                    |                     |
| 1944 | Mi novia es un fantasma         | Juana «Juanita»                  |                     |
| 1944 | La casta Susana                 | Susana Pomarell                  |                     |
| 1945 | María Celeste                   | María                            |                     |
| 1945 | La señora de Pérez se divorcia  | Julieta Ayala de Pérez           |                     |
| 1945 | Cinco besos                     | Irene Rossi                      |                     |
| 1946 | Un beso en la nuca              | Luisa Álvarez de Castro          |                     |
| 1947 | Treinta segundos de amor        | Graciela Grajales                |                     |
| 1947 | El retrato                      | Clemencia «Clemen»               |                     |
| 1947 | Como tú lo soñaste              | Catalina                         |                     |
| 1948 | Pasaporte a Río                 | Nina Reyes                       |                     |
| 1948 | Vidalita                        | Vidalita                         |                     |
| 1949 | La doctora quiere tangos        | Dra. Luisa Soler                 |                     |
| 1950 | La vendedora de fantasías       | Martha                           |                     |
| 1950 | Esposa último modelo            | María Fernanda Alcántara         |                     |
| 1951 | El pendiente                    | Hilda                            |                     |
| 1952 | La de los ojos color del tiempo | Claudia Del Mar                  |                     |
| 1952 | Doña Francisquita               | Francisca «Francisquita» Zamudio | Producción española |
| 1954 | Tren internacional              | Margarita Sandoval               |                     |
| 1955 | El amor nunca muere             | Virginia Menéndez                |                     |
| 1956 | La pícara soñadora              | Silvia Vidal                     |                     |
| 1959 | En la ardiente oscuridad        | Verónica                         |                     |
| 1960 | La patota                       | Paulina Vidal Ugarte             |                     |
| 1960 | Sábado a la noche, cine         | Laura                            |                     |
| 1962 | Bajo un mismo rostro            | Inés Després                     |                     |
| 1963 | La cigarra no es un bicho       | Herminia                         |                     |
| 1965 | Con gusto a rabia               | Ana                              |                     |

### Radio
| Año       | Título                        | Papel                 |
| --------- | ----------------------------- | --------------------- |
| 1943      | El club de la amistad         | Personaje desconocido |
| 1948      | El deporte vuelve loca a mamá | Leonor                |
| 1949      | Debacles en el amor           | Personaje desconocido |
| 1950      | Destino                       | Cecilia               |
| 1950      | Secreto de confesión          | Alicia                |
| 2004-2005 | Mirtha en la red              | Ella misma            |

### Televisión
| Año             | Título                                    | Papel              | Notas        |
| --------------- | ----------------------------------------- | ------------------ | ------------ |
| 1956            | La esquina de la primavera                | Blanca Elisa Fúnes |              |
| 1956            | Lecciones sobre la felicidad conyugal     |                    |              |
| 1958            | M ama a M                                 | Mirtha             |              |
| 1962            | El jorobadito                             | Cecilia            |              |
| 1966            | Carola y Carolina, las hermanas viceversa | Carolina           |              |
| 1968            | El juego de los matrimonios               |                    |              |
| 1968            | Sábados de la bondad                      |                    |              |
| 1968-2021       | Almorzando con Mirtha Legrand             | Ella misma         | Presentadora |
| 1971            | Alta comedia                              | Luisa              |              |
| 1976            | Constancia, una esposa constante          | Constancia Montero | Telefilme    |
| 1988            | Conversando con Mirtha Legrand            | Ella misma         | Presentadora |
| 1990            | Mirtha para todos                         |                    |              |
| 1999-2000, 2004 | Mirtha de noche                           |                    |              |
| 2002            | Son amores                                | Cameo              |              |
| 2012            | La dueña                                  | Sofía Ponte        |              |
| 2018            | El host                                   | Ella misma         | Cameo        |
| 2013-presente   | La noche de Mirtha                        | Ella misma         | Presentadora |

### Teatro
| Año  | Título                        |
| ---- | ----------------------------- |
| 1957 | La luna es azul               |
| 1962 | Buenos Aires de seda y percal |
| 1964 | Divorciémonos                 |
| 1966 | Mi complejo es el champán     |
| 1968 | Secretismo, sh...             |
| 1969 | El proceso de Mary Duggan     |
| 1970 | 40 kilates                    |
| 1975 | Constancia                    |
| 1978 | Rosas rojas, rosas amarillas  |
| 1986 | Tovarich                      |
| 1990 | Potiche                       |

## Premios Martín Fierro
| Año  | Categoría                          | Trabajo nominado              | Resultado |
| ---- | ---------------------------------- | ----------------------------- | --------- |
| 1970 | Mejor Programa de Entretenimientos | Almorzando con Mirtha Legrand | Nominada  |
| 1990 | Mejor Programa de Interés General  | Almorzando con Mirtha Legrand | Ganadora  |
| 1990 | Mejor Conducción                   | Almorzando con Mirtha Legrand | Ganadora  |
| 1991 | Mejor Programa de Interés General  | Almorzando con Mirtha Legrand | Nominada  |
| 1991 | Mejor Conducción                   | Almorzando con Mirtha Legrand | Nominada  |
| 1992 | Mejor Programa de Interés General  | Almorzando con Mirtha Legrand | Ganadora  |
| 1992 | Mejor Conducción Femenina          | Almorzando con Mirtha Legrand | Ganadora  |
| 1992 | Martín Fierro de Oro               | Almorzando con Mirtha Legrand | Ganadora  |
| 1993 | Mejor Programa de Interés General  | Almorzando con Mirtha Legrand | Nominada  |
| 1993 | Mejor Conducción Femenina          | Almorzando con Mirtha Legrand | Ganadora  |
| 1994 | Mejor Programa de Interés General  | Almorzando con Mirtha Legrand | Ganadora  |
| 1994 | Mejor Conducción Femenina          | Almorzando con Mirtha Legrand | Ganadora  |
| 1995 | Mejor Programa de Interés General  | Almorzando con Mirtha Legrand | Nominada  |
| 1997 | Mejor Programa de Interés General  | Almorzando con Mirtha Legrand | Ganadora  |
| 1997 | Mejor Conducción Femenina          | Almorzando con Mirtha Legrand | Nominada  |
| 1998 | Mejor Programa de Interés General  | Almorzando con Mirtha Legrand | Ganadora  |
| 1999 | Mejor Programa de Interés General  | Almorzando con Mirtha Legrand | Nominada  |
| 2000 | Mejor Programa de Interés General  | Almorzando con Mirtha Legrand | Nominada  |
| 2000 | Mejor Conducción Femenina          | Almorzando con Mirtha Legrand | Nominada  |
| 2001 | Mejor Conducción Femenina          | Almorzando con Mirtha Legrand | Nominada  |
| 2003 | Mejor Programa de Interés General  | Almorzando con Mirtha Legrand | Ganadora  |
| 2003 | Mejor Conducción Femenina          | Almorzando con Mirtha Legrand | Ganadora  |
| 2004 | Mejor Programa de Interés General  | Almorzando con Mirtha Legrand | Nominada  |
| 2004 | Mejor Conducción Femenina          | Almorzando con Mirtha Legrand | Ganadora  |
| 2005 | Mejor Conducción Femenina          | Almorzando con Mirtha Legrand | Nominada  |
| 2006 | Mejor Programa de Interés General  | Almorzando con Mirtha Legrand | Nominada  |
| 2006 | Mejor Conducción Femenina          | Almorzando con Mirtha Legrand | Nominada  |
| 2007 | Mejor Programa de Interés General  | Almorzando con Mirtha Legrand | Nominada  |
| 2007 | Mejor Conducción Femenina          | Almorzando con Mirtha Legrand | Nominada  |
| 2007 | Martín Fierro a la Trayectoria     | Almorzando con Mirtha Legrand | Ganadora  |
| 2008 | Mejor Programa de Interés General  | Almorzando con Mirtha Legrand | Ganadora  |
| 2008 | Mejor Conducción Femenina          | Almorzando con Mirtha Legrand | Ganadora  |
| 2008 | Martín Fierro de Platino           | Almorzando con Mirtha Legrand | Ganadora  |
| 2009 | Mejor Programa de Interés General  | Almorzando con Mirtha Legrand | Ganadora  |
| 2009 | Mejor Conducción Femenina          | Almorzando con Mirtha Legrand | Nominada  |
| 2010 | Mejor Programa de Interés General  | Almorzando con Mirtha Legrand | Nominada  |
| 2010 | Mejor Conducción Femenina          | Almorzando con Mirtha Legrand | Nominada  |
| 2012 | Mejor Actriz de Miniserie          | La dueña                      | Nominada  |
| 2013 | Mejor Conducción Femenina          | Almorzando con Mirtha Legrand | Nominada  |
| 2014 | Mejor Programa de Interés General  | Almorzando con Mirtha Legrand | Ganadora  |
| 2014 | Mejor Conducción Femenina          | Almorzando con Mirtha Legrand | Nominada  |
| 2015 | Mejor Programa de Interés General  | Almorzando con Mirtha Legrand | Nominada  |
| 2015 | Mejor Conducción Femenina          | Almorzando con Mirtha Legrand | Nominada  |
| 2016 | Mejor Programa de Interés General  | Almorzando con Mirtha Legrand | Ganadora  |
| 2016 | Mejor Conducción Femenina          | Almorzando con Mirtha Legrand | Ganadora  |
| 2016 | Martín Fierro de Brillante         | Almorzando con Mirtha Legrand | Ganadora  |
| 2017 | Programa de Interés General        | Almorzando con Mirtha Legrand | Nominada  |
| 2017 | Martín Fierro Honorífico           | Almorzando con Mirtha Legrand | Ganadora  |
| 2023 | Labor Conducción Femenina          | La noche de Mirtha            | Ganadora  |
| 2024 | Mejor Programa de Interés General  | La noche de Mirtha            | Ganadora  |
| 2024 | Martin Fierro de Brillante         |                               | Ganadora  |

| Predecesor: Fax | Martín Fierro de Oro 1992        | Sucesor: Magdalena Ruiz Guiñazú |
| Predecesor: -   | Martín Fierro de Platino 2009    | Sucesor: Hola Susana Telefé     |
| Predecesor: -   | Martín Fierro de Brillantes 2017 | Sucesor: Susana Giménez         |